# 2021-es Eurovíziós Dalfesztivál
A 2021-es Eurovíziós Dalfesztivál (angolul: Eurovision Song Contest 2021, franciául: Concours Eurovision de la chanson 2021, hollandul: Eurovisiesongfestival 2021) volt a hatvanötödik Eurovíziós Dalfesztivál. Hollandiában rendezték meg, mivel a 2019-es Eurovíziós Dalfesztivált a holland Duncan Laurence Arcade című dala nyerte. Ez volt az ötödik alkalom, hogy a dalfesztivált Hollandiában rendezték meg, viszont az első, hogy Rotterdamban.
A 2020-as Eurovíziós Dalfesztivál az Európában a verseny tervezett idejében tomboló Covid19-pandémia miatt elmaradt. A 2021-es verseny a 2020-ra kiválasztott helyszínen került megrendezésre.
Eredetileg 41 ország erősítette meg részvételét a dalfesztiválra, beleértve a 2020-ban, egy kihagyott év után visszatérni szándékozó Bulgáriát és Ukrajnát is. Nem vett részt azonban Montenegró és 2010 óta első alkalommal Magyarország, melyek már az előző évben is visszaléptek volna a versenytől. Így a mezőnyt a 2020-as verseny 41 országa alkotta volna, azonban 2021. március 5-én hivatalossá vált, hogy Örményország mégsem tud részt venni a 2020-as hegyi-karabahi háború és az azt követő belpolitikai válság miatt. Március 26-án közölték, hogy Fehéroroszország sem vesz részt a versenyen, miután az ország műsorsugárzója az első dal kizárását követően egy szintén szabályokba ütköző dalt küldött be a versenybe, mely ugyancsak kizárásra került. Az ország a 2004-es debütálása óta első alkalommal nem vett részt a versenyen. Így végül 39 ország alkotta a 2021-es verseny mezőnyét.
A verseny győztese az Olaszországot képviselő Måneskin együttes lett, akik 524 pontot összegyűjtve nyerték meg a döntőt, az ország harmadik győzelmét aratva. A Zitti e buoni című dal emellett négy ország szakmai zsűrijétől, és öt ország közönségszavazásából kapta meg a maximális 12 pontot.
A 2021-es dalfesztivál elődöntőit és döntőjét körülbelül 183 millió ember látta.

## A helyszín és a verseny témája
Mark Rutte, Hollandia miniszterelnöke az ország 2019-es győzelmét követő órákban hét város (Amszterdam, Arnhem, Hága, Maastricht, Rotterdam, Utrecht és Zwolle) polgármesterétől is megerősítést kapott, miszerint az egyes városok pályázatot nyújtanak be a rendezés jogának megszerzésére. 2019. május 20-án Leeuwarden és Den Bosch is felkerült a pályázó városok listájára. A későbbiekben Breda és Enschede is érdeklődésüket fejezték ki a rendezéssel kapcsolatban.
A sorozatos visszalépéseket követően a 2019. július 10-i határidőig öt város (Arnhem, Den Bosch, Maastricht, Rotterdam és Utrecht) nyújtotta be hivatalos pályázatát. július 16-án a szervezők a két legesélyesebb városnak Maastrichtet és Rotterdamot nevezték meg.
A rendező várost, mely végül Rotterdam lett, augusztus 30-án jelentették be.
A dalfesztivál hivatalos mottója az Open Up lett, mely magyarul azt jelenti, hogy Nyílj meg! 2020. május 16-án hivatalossá vált, hogy a 2021-es verseny változatlanul, a 2020-as szlogen jegyében zajlik majd.
A szlogen szándékosan hiányos. Nyílj meg másoknak, nyílj meg a zenének, vagy akár nyílj meg Rotterdam felé. Nyílj meg ... bármit is választasz! Engedd el a fantáziád és úgy töltsd ki a szlogent, ahogy az neked megfelel. Ezáltal jobban megismerhetjük egymást.

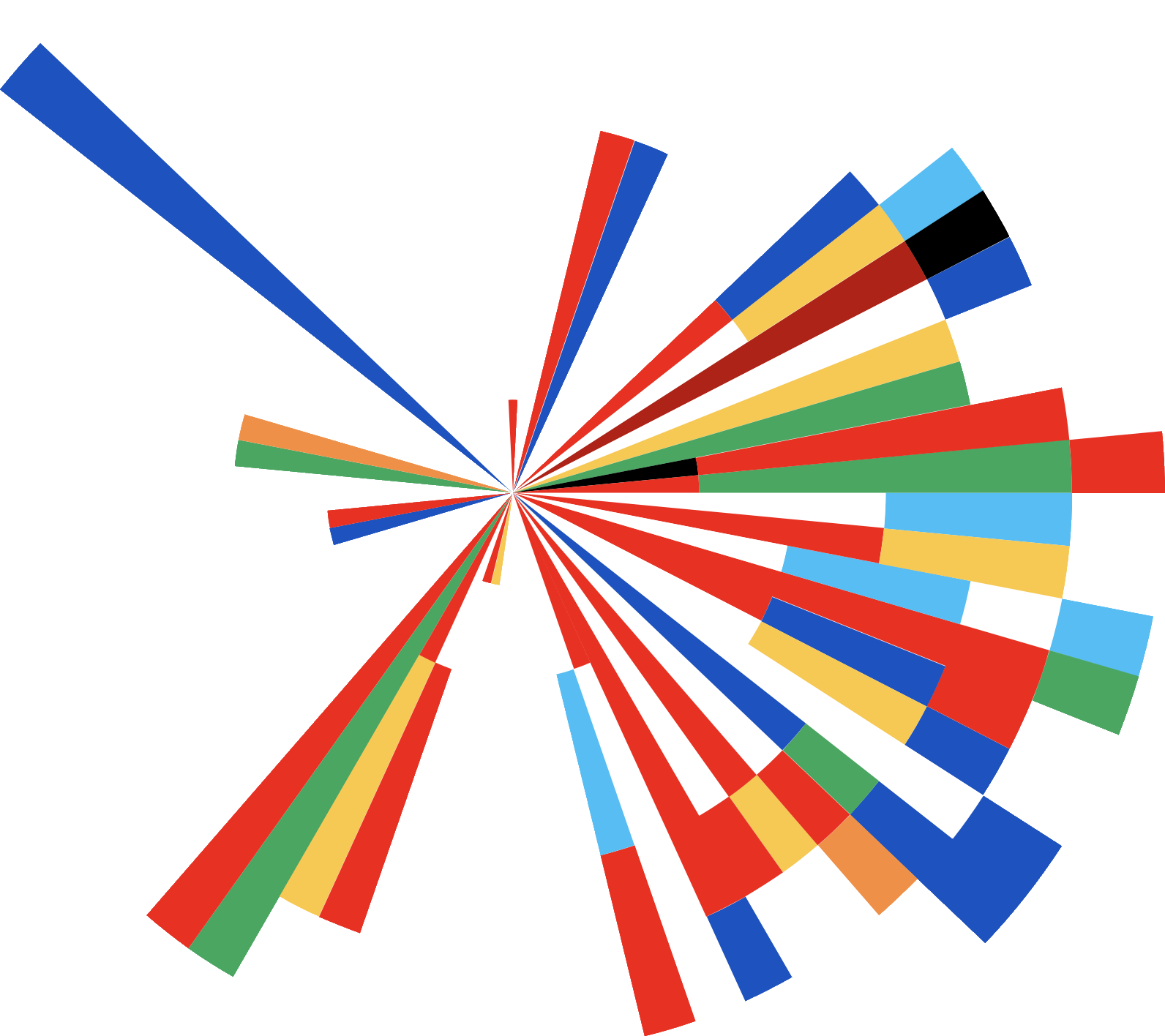
A 2021-es dalfesztivál logója

A 2020-as dalfesztivál hivatalos logóját 2019. november 28-án mutatták be. A grafika a hagyományos hollandiai szélmalmok lapátjaira emlékeztető körszeleteket ábrázol, melyben minden szelet a részt vevő országok zászlóinak színeivel színezett, első részvételük szerinti sorrendben, az óramutató járásával megegyező irányban ábrázolva. 2020. szeptember 19-én Sietse Bakker, a verseny főszervezője megerősítette, hogy a logó 2021-ben is megmarad apróbb módosításokkal, a hivatalos résztvevői listán szereplő országok függvényében. A módosított logót végül december 4-én mutatták be: a logó a 2020-ashoz hasonló körszeleteket ábrázol a részt vevő országok zászlóinak színeivel, elhelyezkedésük azonban nem debütálásuk sorrendjét, hanem az egyes országok földrajzi elhelyezkedését mutatja.
A 2020-as Eurovíziós Dalfesztivál elmaradását követően kérdésessé vált, hogy a 2021-ben visszatérő verseny hol kerül megrendezésre. Végül a dalfesztivált szervező Európai Műsorsugárzók Uniója 2020. május 16-án, a 2020-as verseny eredetileg tervezett döntőjének napján rendezett, Eurovision: Europe Shine a Light című helyettesítő műsorának keretein belül bejelentette, hogy a 2021-es verseny helyszíne változatlanul a Rotterdam Ahoy lesz, ugyanekkor erősítették meg a 2020-as szlogen megtartását is. Ugyancsak elkészül a 2020-as versenyre tervezett színpad is a német Florian Wieder tervei alapján. Wieder munkáit korábban 2011-ben, 2012-ben, 2015-ben, valamint 2017-től kezdve minden évben alkalmazták a versenyen. A minimalista koncepció a tipikus holland tájra jellemző síkságokat, valamint a csatornákat idézi meg. Újdonság lesz azonban a színpadra merőlegesen, az aréna hosszirányában elhelyezett hologram-kivetítő, mely az egyes produkciók látványvilágának fejlesztéséhez járul hozzá. A színpadot és a helyszín kialakítását érintő 2020-as tervek részlegesen módosultak 2021-ben: a helyi közönség esetleges hiánya vagy csökkentett létszáma miatt, továbbá a távolságtartási szabályok betartása érdekében az eredetileg a színpaddal szemben, az aréna végébe tervezett, a delegációk helyéül szolgáló úgynevezett Green Room ezúttal a nézőtéren kap helyet, az egyes delegációk számára fenntartott ülőhelyek közti távolság növelésével.
2020. szeptember 18-án vált hivatalossá, hogy a 2020-as verseny eredetileg 2019. december 4-én bejelentett házigazdái, Edsilia Rombley énekesnő, az 1998-as Eurovíziós Dalfesztivál negyedik, valamint a 2007-es Eurovíziós Dalfesztivál elődöntőjének huszonegyedik helyezettje, továbbá Hollandia 1999-es, 2007-es és 2015-ös pontbejelentője, Jan Smit, az ország eurovíziós kommentátora 2011 óta, valamint Chantal Janzen színésznő, énekesnő, műsorvezető, visszatérnek a 2021-es verseny házigazdáiként. Nikkie de Jager sminkmester-vlogger, aki NikkieTutorials felhasználónéven ismert a közösségi médiában, és aki a 2020-as verseny online tartalmaiért lett volna felelős, ezúttal teljes értékű műsorvezetőként lesz jelen az eseményen. Ő volt a dalfesztivál történetének első transznemű műsorvezetője.
A versenyt szervező Európai Műsorsugárzók Uniója ugyanekkor felvázolt négy lehetséges forgatókönyvet is a 2021-es dalfesztivál megrendezését illetően, megerősítve ezzel azt, hogy az Eurovíziós Dalfesztivál biztosan visszatér 2021-ben:
- „A” forgatókönyv: A verseny hagyományos módon, korlátozások nélkül kerül megrendezésre. A forgatókönyvet 2021. február 3-án hivatalosan is elvetették.[9]
- „B” forgatókönyv: A verseny közel hagyományos módon, a másfél méteres védőtávolság betartásával kerül megrendezésre. 2021. március 2-án megerősítették, hogy a „B” forgatókönyv szerint zajlik a verseny.[10]
- „C” forgatókönyv: A verseny Rotterdamban, de az utazási korlátozások figyelembe vételével kerül megrendezésre. Ebben az esetben azok az előadók, akik az érvényben lévő utazási korlátozások miatt nem tudnak jelen lenni a verseny helyszínén, produkciójukat saját országukban, felvételről adják elő. A forgatókönyvet 2021. március 2-án hivatalosan is elvetették.
- „D” forgatókönyv: A verseny Rotterdamban kerül megrendezésre, de helyszíni közönség nélkül, továbbá a versenyzők produkcióikat saját országaikban, felvételről adják elő. A forgatókönyvet 2021. március 2-án hivatalosan is elvetették.

| A 2021-es Eurovíziós Dalfesztivál lehetséges forgatókönyvei | A 2021-es Eurovíziós Dalfesztivál lehetséges forgatókönyvei | A 2021-es Eurovíziós Dalfesztivál lehetséges forgatókönyvei | A 2021-es Eurovíziós Dalfesztivál lehetséges forgatókönyvei | A 2021-es Eurovíziós Dalfesztivál lehetséges forgatókönyvei |
| Tényezők                                                    | A                                                           | B                                                           | C                                                           | D                                                           |
| ----------------------------------------------------------- | ----------------------------------------------------------- | ----------------------------------------------------------- | ----------------------------------------------------------- | ----------------------------------------------------------- |
| Élő műsorok a helyszínen                                    | Lehetséges                                                  | Lehetséges                                                  | Lehetséges                                                  | Lehetséges                                                  |
| Versenyzők a helyszínen                                     | Lehetséges                                                  | Lehetséges                                                  | Korlátozásokkal vagy módosított formában lehetséges         | Nem lehetséges                                              |
| Közönség a helyszínen                                       | Lehetséges                                                  | Korlátozásokkal vagy módosított formában lehetséges         | Korlátozásokkal vagy módosított formában lehetséges         | Nem lehetséges                                              |
| Kísérőprogramok Rotterdamban                                | Lehetséges                                                  | Korlátozásokkal vagy módosított formában lehetséges         | Korlátozásokkal vagy módosított formában lehetséges         | Nem, vagy csak módosított formában lehetséges               |
| Sajtóközpont a helyszínen                                   | Lehetséges                                                  | Korlátozásokkal vagy módosított formában lehetséges         | Korlátozásokkal vagy módosított formában lehetséges         | Nem, vagy csak módosított formában lehetséges               |
| Eredmény                                                    | Elvetették                                                  | Megvalósul                                                  | Elvetették                                                  | Elvetették                                                  |

Az Európai Műsorsugárzók Uniója 2020. június 15-én jelentette be a dalfesztivál dátumait, eszerint az elődöntők 2021. május 18-án és 20-án, a döntő pedig május 22-én kerül megrendezésre.
| Hollandia Arnhem Amszterdam Hága Maastricht Rotterdam Zwolle Utrecht Leeuwarden Den Bosch Enschede Breda |

Kulcsok:

 †   Rendező város
 ‡   Pályázó városok
     Nem megfelelő helyszínek
| Város                             | Intézmény                                                       | Kapacitás                         | Megjegyzés |
| Hivatalosan benyújtott pályázatok | Hivatalosan benyújtott pályázatok                               | Hivatalosan benyújtott pályázatok | Hivatalosan benyújtott pályázatok                                                                                    |
| --------------------------------- | --------------------------------------------------------------- | --------------------------------- | --- |
| Arnhem                            | GelreDome                                                       | 41 000                            | Közös pályázat Nijmegennel. 2019. július 16-án visszaléptették.                                                      |
| Den Bosch                         | Brabanthallen                                                   | 11 000                            | Közös pályázat Bredával és Tilburggal. 2019. július 16-án visszaléptették.                                           |
| Maastricht ‡                      | MECC Maastricht, Noordhal                                       | 20 000                            | A két legesélyesebb helyszín egyike volt.                                                                            |
| Rotterdam †                       | Rotterdam Ahoy                                                  | 15 818                            | Korábban a 2007-es Junior Eurovíziós Dalfesztivál helyszíne volt.                                                    |
| Utrecht                           | Jaarbeurs                                                       | 10 000                            | A pontos helyszín egy, a Jaarbeurs mellett felépítendő sátor lett volna. 2019. július 16-án visszaléptették.         |
| Visszaléptetett pályázatok        |                                                                 |                                   | |
| Amszterdam                        | Amsterdam RAI Kiállítási és Kongresszusi Központ, Europahal RAI | 12 900                            | Az intézmény színházterme az 1970-es Eurovíziós Dalfesztivál helyszíne volt. 2019. július 4-én visszalépett.         |
| Amszterdam                        | Johan Cruijff Arena                                             | 55 000–68 000                     | Az intézmény befogadóképessége a dalfesztivál idején nagyjából 35 000 fő lett volna. 2019. július 4-én visszalépett. |
| Amszterdam                        | Ziggo Dome                                                      | 17 000                            | A három legesélyesebb helyszín egyike volt. 2019. július 4-én visszalépett.                                          |
| Breda                             | Breepark                                                        | 13 000                            | Közös pályázat Den Bosch-kal. 2019. július 1-jén visszalépett.                                                       |
| Hága                              | Cars Jeans Stadion                                              | 15 000                            | A rendezéshez szükséges egy tető építése. 2019. június 27-én visszalépett.                                           |
| Hága                              | Malieveld                                                       | 15 000                            | Egy sátor felhúzásával a helyszín alkalmas lenne a rendezésre. 2019. június 27-én visszalépett.                      |
| Leeuwarden                        | WTC Expo                                                        | <6 000                            | A helyszín a nem megfelelő belmagasság miatt visszalépett.                                                           |
| Be nem nyújtott pályázatok        |                                                                 |                                   | |
| Enschede                          | Enschede Repülőtér Twente 11-es Hangár                          | 10 000                            | A város finanszírozási problémák miatt nem nyújtotta be hivatalos pályázatát.                                        |
| Zwolle                            | IJsselhallen                                                    | <5 000                            | Nem megfelelő helyszín.                                                                                              |

Ez volt az első verseny, amely a svéd Martin Österdahl főfelügyelősége alatt zajlott. Ezt az Európai Műsorsugárzók Uniója 2020. január 20-án jelentette be. A kinevezését megelőzően Österdahl a 2013-as és a 2016-os Eurovíziós Dalfesztivál producere, valamint 2012 és 2018 között a verseny referenciacsoportjának tagja is volt. Martin Österdahl a norvég Jon Ola Sandot váltotta a dalfesztivál igazgatói pozíciójában. Sand ugyanezt a feladatot 2011 és 2020 között látta el.

## A résztvevők
Az Európai Műsorsugárzók Uniója (EBU) 2020. október 26-án jelentette be a résztvevők hivatalos listáját. Eszerint változatlanul ugyanaz a 41 ország képviseltette volna magát a versenyen, melyek 2020-ban is részt vettek volna. A 2020-as évet nem számítva egy kihagyott év után visszatért Bulgária és Ukrajna, ugyanakkor visszalépett a versenytől Montenegró és 2010 óta első alkalommal nem szerepelt magyar versenyző sem. 2021. március 5-én hivatalossá vált, hogy Örményország is visszalép a versenytől. Az országot 2020-ban Athena Manoukian képviselte volna. Március 26-án az EBU bejelentette Fehéroroszország kizárását a versenyből, miután az ország műsorsugárzója nem tudott a határidőig a szabályoknak megfelelő dalt küldeni. Az országot 2020-ban a VAL, 2021-ben pedig a Galasy ZMesta együttes képviselte volna. 2015 után másodjára fordult elő, hogy két dalnak ugyanaz volt a címe: az osztrák és a szlovén dal címe egyaránt Amen volt.
A házigazda Hollandia dalában a verseny történetében első alkalommal hangzott el a Surinameban beszélt szraran (suriname-i kreol) nyelv, utalva az énekes, Jeangu Macrooy származására, Dánia pedig a nyelvhasználatot korlátozó szabály 1999-es eltörlése óta első alkalommal küldött teljes egészében dán nyelvű dalt, melyre legutoljára 1997-ben volt példa. Ugyanakkor Portugália dala első alkalommal teljes egészében angol nyelven hangzott el. 2011 óta először hangzott el a versenyen az orosz nyelv is, emellett az Oroszországot képviselő Manizha volt az első tádzsik előadó a dalfesztiválon. 2012 után második, azeri versenydalban azonban első alkalommal, bár csak egy többször ismételt mondat erejéig hangzott el az azeri nyelv, továbbá Csehország és Németország dala 2007 óta először tartalmazott cseh, illetve német nyelvű részt.
| Ország             | Műsorsugárzó       | Előadó              | Dal                       | Nyelv          | Dalszerző(k) |
| ------------------ | ------------------ | ------------------- | ------------------------- | -------------- | --- |
| Albánia            | RTSH               | Anxhela Peristeri   | Karma                     | albán          | Kledi Bahiti Olti Curri |
| Ausztrália         | SBS                | Montaigne           | Technicolour              | angol          | Jess Cerro Dave Hammer |
| Ausztria           | ORF                | Vincent Bueno       | Amen                      | angol          | Tobias Carshey Ashley Hicklin Jonas Thander |
| Azerbajdzsán       | İTV                | Efendi              | Mata Hari                 | angol          | Luuk van Beers Tony Cornelissen Josh Earl Amy van der We |
| Belgium            | VRT                | Hooverphonic        | The Wrong Place           | angol          | Alex Callier Charlotte Forêt |
| Bulgária           | BNT                | Victoria            | Growing Up Is Getting Old | angol          | Oliver Björkvall Victoria Georgieva Helena Larsson Maya Nalani |
| Ciprus             | CyBC               | Elena Tsagrinou     | El Diablo                 | angol          | Laurell Barker Oxa Thomas Stengaard Jimmy "Joker" Thörnfeldt |
| Csehország         | ČT                 | Benny Cristo        | omaga                     | angol          | Ben Cristovao Filip Vlček |
| Dánia              | DR                 | Fyr & Flamme        | Øve os på hinanden        | dán            | Laurits Emanuel |
| Egyesült Királyság | BBC                | James Newman        | Embers                    | angol          | Conor Blake Samuel Brennan Tom Hollings James Newman Danny Shah |
| Észak-Macedónia    | MRT                | Vasil               | Here I Stand              | angol          | Vaszil Garvanliev Davor Jordanovszki Borcse Kuzmanovszki |
| Észtország         | ERR                | Uku Suviste         | The Lucky One             | angol          | Uku Suviste Sharon Vaughn |
| Finnország         | Yle                | Blind Channel       | Dark Side                 | angol          | Joel Hokka Aleksi Kaunisvesi Olli Matela Niko Moilanen Joonas Porko |
| Franciaország      | France Télévisions | Barbara Pravi       | Voilà                     | francia        | Igit Lili Poe Barbara Pravi |
| Görögország        | ERT                | Stefania            | Last Dance                | angol          | Arcade Dimítrisz Kondópulosz Sharon Vaughn |
| Grúzia             | GPB                | Tornike Kipiani     | You                       | angol          | Tornike Kipiani |
| Hollandia          | AVROTROS           | Jeangu Macrooy      | Birth of a New Age        | angol, szranan | Jeangu Macrooy Pieter Perquin |
| Horvátország       | HRT                | Albina              | Tick-Tock                 | angol, horvát  | Tihana Buklijaš Bakić Max Cinnamon Branimir Mihaljević |
| Írország           | RTÉ                | Lesley Roy          | Maps                      | angol          | Emelie Eriksson Lukas Hällgren Lesley Roy Philip Strand |
| Izland             | RÚV                | Daði og Gagnamagnið | 10 Years                  | angol          | Daði Freyr Pétursson |
| Izrael             | IPBC               | Eden Alene          | Set Me Free               | angol          | Ron Carmi Amit Mordechai Ido Netzer Noam Zlatin |
| Lengyelország      | TVP                | Rafał               | The Ride                  | angol          | Thomas Karlsson Johan Mauritzson Joakim Övrenius Clara Rubensson |
| Lettország         | LTV                | Samanta Tīna        | The Moon Is Rising        | angol          | Aminata Savadogo Samanta Tīna Oskars Uhaņs |
| Litvánia           | LRT                | The Roop            | Discoteque                | angol          | Mantas Banišauskas Robertas Baranauskas Laisvūnas Černovas Kalle Lindroth Vaidotas Valiukevičius Ilkka Wirtanen                                                             |
| Málta              | PBS                | Destiny             | Je me casse               | angol          | Pete Barringer Malin Christin Amanuel Dermont Nicklas Eklund |
| Moldova            | TRM                | Natalia Gordienko   | Sugar                     | angol          | Mikhail Gutseriev Philipp Kirkorov Dimítrisz Kondópulosz Sharon Vaughn |
| Németország        | NDR                | Jendrik             | I Don’t Feel Hate         | angol          | Christoph Oswald Jendrik Sigwart |
| Norvégia           | NRK                | TIX                 | Fallen Angel              | angol          | Andreas Haukeland Mathias Haukeland Emelie Hollow |
| Olaszország        | RAI                | Måneskin            | Zitti e buoni             | olasz          | Victoria De Angelis Damiano David Thomas Raggi Ethan Torchio |
| Oroszország        | Pervij Kanal       | Manizha             | Russian Woman             | orosz, angol   | Ori Avni Ori Kaplan Manyizsa Szangin |
| Portugália         | RTP                | The Black Mamba     | Love Is on My Side        | angol          | Tatanka |
| Románia            | TVR                | Roxen               | Amnesia                   | angol          | Adelina Stîngă Viky Red |
| San Marino         | SMRTV              | Senhit              | Adrenalina                | angol          | Joy Deb Linnea Deb Tramar Dillard Suzi Pancenkov Malou Linn Eloise Ruotsalainen Kenny Silverdique Thomas Stengaard Jimmy "Joker" Thörnfeldt Chanel Tukia Senhit Zadik Zadik |
| Spanyolország      | RTVE               | Blas Cantó          | Voy a quedarme            | spanyol        | Blas Cantó Dan Hammond Dangelo Ortega Leroy Sánchez |
| Svájc              | SRG SSR            | Gjon’s Tears        | Tout l’univers            | francia        | Wouter Hardy Xavier Michel Gjon Muharremaj Nina Sampermans |
| Svédország         | SVT                | Tusse               | Voices                    | angol          | Joy Deb Linnea Deb Jimmy "Joker" Thörnfeldt Anderz Wrethov |
| Szerbia            | RTS                | Hurricane           | Loco Loco                 | szerb          | Nemanja Antonić Darko Dimitrov Sanja Vučić |
| Szlovénia          | RTVSLO             | Ana Soklič          | Amen                      | angol          | Charlie Mason Žiga Pirnat Bojan Simončič Ana Soklič |
| Ukrajna            | UA:PBC             | Go A                | Shum                      | ukrán          | Katyerina Pavlenko Tarasz Sevcsenko |

### Visszatérő előadók
2006 után másodszor vett részt a moldáv Natalia Gordienko, aki előző részvételén Arsenium és a Connect-R közreműködésében szerepelt a versenyen. Dalának egyik szerzője az 1995-ös Eurovíziós Dalfesztivál orosz résztvevője, Philipp Kirkorov volt. 2016 után szintén másodjára szerepelt a szerb Sanja Vučić, ezúttal a Hurricane együttes tagjaként, melyben szintén közreműködött Ksenija Knežević, a 2015-ös montenegrói versenyző, Knez lánya és egyik vokalistája, valamint 2019 után másodszor vokalistaként volt jelen Mladen Lukić, az országot 2018-ban képviselő Balkanika együttes tagja is. 2011 után ugyancsak másodjára, viszont ezúttal Flo Rida amerikai rapper jelöletlen közreműködésével képviselte San Marinót Senhit, aki előző részvételén még Senit művésznéven indult a dalfesztiválon. Az osztrák Vincent Bueno korábban 2017-ben Nathan Trent, a macedón Vasil pedig 2019-ben Tamara Todevska vokalistájaként vett részt a versenyen, míg két ország versenyzője a Junior Eurovíziós Dalfesztiválon mérettette meg magát korábban: a görög Stefania 2016-ban, Hollandia képviseletében, a Kisses lányegyüttes tagjaként a nyolcadik helyen végzett, míg a máltai Destiny a 2015-ös Junior Eurovíziós Dalfesztivál győztese volt. Utóbbi 2019-ben a máltai versenyző, Michela vokalistájaként is szerepelt az Eurovíziós Dalfesztiválon, míg lengyel Rafał a 2020-as Junior Eurovíziós Dalfesztiválon műsorvezetőjeként volt jelen.
| Előadó                              | Ország     | Előző év(ek)                                  |
| ----------------------------------- | ---------- | --------------------------------------------- |
| Natalia Gordienko                   | Moldova    | 2006 (Arsenium és Connect-R közreműködésében) |
| Sanja Vučić (a Hurricane tagjaként) | Szerbia    | 2016 (ZAA Sanja Vučić néven)                  |
| Senhit                              | San Marino | 2011 (Senit néven)                            |

### Távol maradó országok
- Andorra – Egy andorrai hírportál értesülései szerint az andorrai műsorsugárzó az ország kormánya és turisztikai minisztériuma támogatásával visszatérne a dalfesztiválra a közeljövőben, ennek pontos évét azonban ekkor még nem ismertették.[61] 2020. május 17-én a Ràdio i Televisió d’Andorra (RTVA) bejelentette, hogy a törpeállam nem tér vissza a 2021-es versenyre. Az ország utoljára 2009-ben vett részt.[62] Két nappal később azonban Susanne Georgi, az ország eddigi utolsó versenyzője bejelentette, hogy rendelkezésére áll a törpeállam visszatéréséhez szükséges anyagi fedezet, amelyről az énekesnő az andorrai kormányt is értesítette 2019 végén. Xavier Mujal, az RTVA vezérigazgatója egy korábbi nyilatkozatában kifejtette, hogy az ország részvételéről nem a műsorsugárzó, hanem elsősorban a kormány dönt, mely ekkor még nem ismertette álláspontját a 2021-es versennyel kapcsolatban.[63] Az RTVA június 2-án ismét megerősítette az ország távolmaradását a 2021-es versenytől.[64]
- Bosznia-Hercegovina – 2020. október 6-án a Bosanskohercegovačka radiotelevizija (BHRT) megerősítette, hogy a közmédia rossz anyagi helyzete és a versenyt szervező Európai Műsorsugárzók Uniója felé felhalmozott tartozásai következtében kiszabott szankciók miatt az ország nem tud részt venni a 2021-es versenyen. Bosznia-Hercegovina utoljára 2016-ban szerepelt a dalfesztiválon.[65]
- Fehéroroszország – A fehérorosz műsorsugárzó eredetileg részt vett volna a 2021-es versenyen, azonban nem tudott határidőig a szabályoknak megfelelő dalt küldeni, így az Európai Műsorsugárzók Uniója 2021. március 26-án kizárta őket a versenyből. Fehéroroszország a 2004-es debütálása óta első alkalommal nem vesz részt a dalfesztiválon.
- Libanon – Dr. Fady Gemayel, a Libanoni Iparosok Egyesületének elnöke egy 2020. augusztus 31-i interjúban támogatását fejezte ki az ország lehetséges eurovíziós részvételével kapcsolatban. A Télé Liban (TL), Libanon EBU-tag műsorsugárzója ugyanakkor nem jelezte álláspontját a kérdésben, tekintve, hogy az ország részvételét megakadályozza Izrael szereplése és az izraeli tartalmak libanoni médiában történő megjelenítését tiltó törvény, melynek módosítása, valamint a két ország diplomáciai kapcsolatainak kiépítése nélkül valószínűtlen Libanon csatlakozása a versenyhez. Az ország 2005-ben már részt kívánt venni a dalfesztiválon Aline Lahoud Quand tout s'enfuit című dalával, azonban Izrael részvétele miatt visszalépni kényszerült. Libanon végül a 2020. október 26-án nyilvánosságra hozott hivatalos résztvevői listán sem szerepelt.[66]
- Luxemburg – Habár Luxemburg 1993 óta nem vesz részt a versenyen, egyre több zenész és közéleti személyiség szorgalmazza az ország visszatérését. 2019 májusában Anne-Marie David, az ország 1973-as győztese kérelmet nyújtott be a luxemburgi parlamentnek és az állami műsorsugárzónak az ország visszatérése érdekében.[67] 2019. július 23-án az RTL Télé Lëtzebuerg (RTL) csak a 2020-as részvételről mondott le, azt nem említette meg, hogy részt vesznek-e a 2021-es dalversenyen. Az RTL végül 2020. július 30-án erősítette meg távolmaradását.[68]
- Marokkó – 2020 januárjában Jon Ola Sand, a dalfesztivál leköszönő igazgatója egy holland hírportálnak adott interjújában beszélt az Európai Műsorsugárzók Uniója észak-afrikai és közel-keleti arab tagállamainak lehetséges jövőbeni részvételéről a dalversenyen. Habár a legtöbb érintett ország nem mutatott érdeklődést a csatlakozás iránt, Sand kiemelte az eddig egyszer, 1980-ban részt vett Marokkó műsorsugárzóját, mellyel a szervezet rendszeres tárgyalásokat folytat az ország esetleges jövőbeni visszatéréséről.[69] Február 1-jén azonban Karim Sbai, a Société Nationale de Radiodiffusion et de Télévision (SNRT) kommunikációs igazgatója megerősítette, hogy nem került sor tárgyalásokra az EBU és az SNRT között, és erre nagy valószínűséggel a közeljövőben sem kerül sor. Marokkó végül a 2020. október 26-án nyilvánosságra hozott hivatalos résztvevői listán sem szerepelt.[70]
- Monaco – 2020. szeptember 8-án a TMC megerősítette, hogy a törpeállam nem tér vissza a versenyre. Monaco utoljára 2006-ban vett részt a dalfesztiválon.[71]
- Montenegró – Miután 2020 októberében Bojana Jokić, a Radio Televizija Crne Gore (RTCG) igazgatótanácsának tagja egy nyilatkozatában Montenegró sorozatos rossz eredményeit kiemelve arra utalt, hogy az ország nem vesz részt a versenyen 2021-ben sem, a montenegrói zeneipar képviselői felhívást intéztek a közmédia felé a visszatérés érdekében, kiemelve az ország jó eredményeit önálló országként, továbbá az egykori Jugoszlávia, valamint Szerbia és Montenegró tagállamaként is.[72] Az RTCG végül október 12-én erősítette meg távolmaradását. Montenegró utoljára 2019-ben vett részt a versenyen.[73]
- Örményország – Az örmény műsorsugárzó eredetileg részt vett volna a 2021-es versenyen, azonban a 2020-as hegyi-karabahi háború és az azt követő belpolitikai válság következtében 2021. március 5-én visszalépni kényszerült.
- Szlovákia – 2020. július 11-én Slavomíra Kubíčková, a Rozhlas a televízia Slovenska (RTVS) szóvivője megerősítette, hogy valószínűtlen az ország visszatérése a 2021-es versenyre. Szlovákia utoljára 2012-ben vett részt.[74]
- Törökország – 2020 májusában Faruk Kaymakcı török külügyminiszter egy nyilatkozatában reményeit fejezte ki az ország dalversenyre való visszatérésével kapcsolatban, Törökország azonban nem szerepelt az október 26-án nyilvánosságra hozott hivatalos résztvevői listán. Az ország utoljára 2012-ben vett részt a dalfesztiválon.[75]

#### Magyarország részvétele a versenyen
A Médiaszolgáltatás-támogató és Vagyonkezelő Alap (MTVA) részéről Medveczky Balázs A Dal 2020 sajtótájékoztatóján bejelentette, hogy „a műsor most ért el oda, ahol lennie kell”, így valószínűtlen volt az ország visszatérése a versenyre, majd 2020. október 15-én nyilvánosságra hozták A Dal 2021 című tehetségkutató műsor pályázati feltételeit, melyben ezúttal sem szerepelt az Eurovíziós Dalfesztiválra való utalás, így Magyarország sorozatban második éve nem nevezett indulót a nemzetközi versenyre, mely 2020. október 26-án, a hivatalos résztvevői lista nyilvánosságra hozatalával megerősítést is nyert. Magyarországon 2006 óta először egyetlen tévécsatorna sem közvetítette a műsort.

## A versenyszabályok változása
A verseny új főigazgatója, Martin Österdahl 2020. június 18-án bejelentette, hogy tesztjelleggel, 2021-ben engedélyezik a felvételről szóló háttérvokálokat biztonsági okokból, csökkentve ezzel a Rotterdamba érkező delegációk létszámát. A módszert már több éve alkalmazzák a svéd nemzeti döntőn, a Melodifestivalenen is. A szabálymódosítás nem kötelező erejű, az egyes részt vevő országok szabadon dönthetnek a felvételről szóló vagy a hagyományos, élő háttérvokál alkalmazásáról.
Változás lesz az is, hogy minden résztvevő produkciójáról készül egy előzetes felvétel, melyet abban az esetben használnak fel, ha az adott előadó az esetlegesen érvényben levő utazási korlátozások vagy egészségügyi okok miatt nem tud jelen lenni az élő adások idejében Rotterdamban. Hasonló eljárással rendezték meg a 2020-as Junior Eurovíziós Dalfesztivált is.
A verseny szabályainak 2014-es változása óta az idei évtől nem hagyományosan két héttel a verseny megkezdése előtt fedik fel a szakmai zsűri tagjait. A zsűritagok verseny előtti felfedése az átláthatóságot hivatott biztosítani. Ez lehetővé teszi, hogy a verseny előtt valamely zsűritagokat megváltoztathassanak a műsorsugárzók.

## A versenyt megelőző időszak
A részt vevő előadók egy része a verseny előtt különböző online rendezvényeken népszerűsítik versenydalukat.
| Rendezvény                            | Házigazda                  | Dátum             | Részt vevő versenyzők száma                                       |
| ------------------------------------- | -------------------------- | ----------------- | ----------------------------------------------------------------- |
| Adriatic Pre-Party (online esemény)   | Hrvatski Eurovizijski Klub | 2021. május 1.    | 15 (+2 korábbi évekből és/vagy Junior Eurovíziós Dalfesztiválról) |
| Concert in the Dark (online esemény)  | Eurovoix                   | 2021. április 21. | 15 (+11 korábbi évekből és/vagy nemzeti válogatókból)             |
| Eurovision in Concert                 | Amszterdam, Hollandia      | 2021. április 10. | Elmaradt                                                          |
| PrePartyES (online esemény)           | Eurovision-Spain.com       | 2021. április 24. | 29                                                                |
| The Wiwi Jam at Home (online esemény) | Wiwibloggs                 | 2021. május 19.   | eddig 4                                                           |

### Nemzeti válogatók
A 2020-as Eurovíziós Dalfesztivál elmaradása jelentősen befolyásolta a részt vevő országok kiválasztási módszereit.
24 ország automatikusan felkérte a 2020-as versenyre kiválasztott előadóját a 2021-ben való ismételt részvételre. Közülük Ausztria, Azerbajdzsán, Belgium, az Egyesült Királyság, Észak-Macedónia, Görögország, Hollandia, Írország és Svájc ismételten a teljes belső kiválasztás mellett döntött. Bulgária is változatlanul belső kiválasztással nevezte meg előadóját és dalát, a bolgár műsorsugárzó ezúttal azonban hat lehetséges dal bemutatása után a közvéleményt is bevonta a döntésbe. Belsőleg választotta ki dalát ezúttal is Grúzia és Málta, melyek előadói eredetileg egy tehetségkutató műsor (az Idol, illetve az X Factor Malta) keretein belül nyerték el a 2020-as részvétel jogát, ahogy Izrael Rising Start megnyerő előadója is, aki számára egy, a közmédia által szervezett, több dalt szerepeltető válogatóműsorral választották ki a dalt 2020-ban és 2021-ben is. Románia és San Marino belsőleg kiválasztott előadóinak 2020-as dalai nyílt válogatóval, 2021-ben azonban belső kiválasztással kerültek kiválasztásra, emellett utóbbi ezúttal az amerikai rapper, Flo Rida közreműködésében vett részt, Spanyolország előadója számára viszont egy két dalt szerepeltető válogatóműsort rendezett a spanyol műsorsugárzó. Ausztrália, Csehország, Izland, Lettország, Moldova, Szerbia, Szlovénia és Ukrajna előadói 2020-ban országaik hagyományos válogatóműsorai keretein belül kerültek kiválasztásra, dalaikat ezúttal belső kiválasztás útján jelölték ki.
Visszatérnek a versenyre Észtország és Litvánia 2020-ra kiválasztott előadói is, akik országaik hagyományos válogatóműsorai keretein belül nyerték el az újbóli indulás jogát.
Dánia, Horvátország, Norvégia és Portugália apróbb változtatásokkal ugyanazt a kimondottan Eurovíziós Dalfesztiválra létrehozott nemzeti döntőt rendezte meg, mint a legutóbbi részvétele során, mezőnyeikben azonban nem kaptak helyet a 2020-ra kiválasztott előadók: a dán Ben & Tan, akik bár ezúttal is jelentkeztek az ország nemzeti döntőjébe, a közmédia nem válogatta be őket az élő adás mezőnyébe, a horvát Damir Kedžo, a norvég Ulrikke, aki visszautasította a norvég műsorsugárzó automatikus résztvevői helyére vonatkozó felajánlását a nemzeti döntő mezőnyében, valamint a portugál Elisa. Finnország és Svédország szintén a hagyományos válogatóműsora újbóli megrendezése mellett döntött, jelöltjeik között ugyanakkor szerepeltek a 2020-as versenyre nevezett előadóik is: a finn Aksel, valamint a svéd The Mamas, akik ezúttal nem nyerték meg országaik válogatóit, így nem térnek vissza a versenyre 2021-ben. Albánia és Olaszország a dalfesztiváltól függetlenül már évtizedek óta futó, nagy múltú dalversenyei, a Festivali i Këngës, illetve a Sanremói Dalfesztivál segítségével választotta ki versenyzőjét ezúttal is, a 2020-ra kiválasztott előadók, az albán Arilena Ara és az olasz Diodato azonban nem voltak jelen a mezőnyben. Oroszország 2012 óta első alkalommal rendezett nyílt válogatóműsort, melyben azonban nem vett részt versenyzőként a 2020-ra belsőleg kiválasztott Little Big együttes, habár előzetesen jelezték részvételi szándékukat a versenyen, ahogy a lengyel Alicja is, aki 2020-ban megnyerte országa válogatóját, ezúttal azonban a lengyel köztelevízió egy másik előadót választott helyette belső kiválasztással.
Személyes elfoglaltságaira hivatkozva nem tér vissza a 2020-ra belsőleg kiválasztott francia Tom Leeb, az ország műsorsugárzója ehelyett, egy kihagyott év után, ismét nemzeti döntő keretein belül választott új előadót. Meg nem nevezett okokból marad távol a 2020-ra szintén belső kiválasztást követően megnevezett, Ciprust képviselő amerikai-görög-német Sandro és a Németországot képviselő szlovén Ben Dolic. Helyüket két új, ismételten belsőleg kiválasztott előadó vette át.
A belarusz VAL együttes távolmaradását a 2020-as fehéroroszországi tüntetéseket követően erősítette meg az ország köztelevíziója, mely később egy új előadót nevezett meg belső kiválasztást követően, azonban végül az ország kizárásra került a 2021-es versenyből, és ugyancsak távol marad a belga Hooverphonic együttes 2020 novemberétől szólókarrierbe kezdett énekesnője, Luka Cruysberghs, helyét az együttes korábbi énekesnője, Geike Arnaert vette át. Nem tér vissza az örmény Athena Manoukian sem, aki 2020-ban megnyerte országa válogatóját, 2021-ben azonban az örmény műsorsugárzó az előzetes részvételi szándék ellenére, a 2020-as hegyi-karabahi háborút követő belpolitikai válság következtében visszalépett a versenytől.
Érdekesség, hogy a dán válogató egyik versenyzője a magyar  származású Claudia Campagnol volt.

#### Az előző versenyre kiválasztott előadójukat megtartó országok előző és új válogatói
| Ország             | Választás módszere                           | Válogató / Bemutató műsor                                                                                                | Közvetítő csatorna                        | Kiválasztás / Bemutatás dátuma       | Kiválasztás / Bemutatás dátuma |
| Ország             | Választás módszere                           | Válogató / Bemutató műsor                                                                                                | Közvetítő csatorna                        | Előadó                               | Dal                            |
| ------------------ | -------------------------------------------- | --- | ----------------------------------------- | ------------------------------------ | ------------------------------ |
| Ausztrália         | előadó: nemzeti döntő dal: belső kiválasztás | előadó: Eurovision: Australia Decides                                                                                    | SBS                                       | 2020. február 8. 2020. április 2.    | 2021. március 5.               |
| Ausztria           | belső kiválasztás                            | dal: Ö3-Wecker | Hitradio Ö3                               | 2019. december 12. 2020. március 26. | 2021. március 10.              |
| Azerbajdzsán       | belső kiválasztás                            | Nem rendeztek válogató- és bemutatóműsort                                                                                | Nem rendeztek válogató- és bemutatóműsort | 2020. február 28. 2020. március 20.  | 2021. március 15.              |
| Belgium            | belső kiválasztás                            | előadó: Vandaag dal: De Grote Peter Van de Veire Ochtendshow                                                             | één MNM                                   | 2019. október 1. 2020. március 20.   | 2021. március 4.               |
| Bulgária           | belső kiválasztás                            | dal: Koncert na Viktorija, balgarszkijat predsztavitel na Evrovizija                                                     | BNT 1, YouTube                            | 2019. november 25. 2020. március 21. | 2021. március 10.              |
| Csehország         | előadó: nemzeti döntő dal: belső kiválasztás | előadó: Eurovision Song CZ                                                                                               | Online válogatót rendeztek                | 2020. február 3. 2020. május 13.     | 2021. február 16.              |
| Egyesült Királyság | belső kiválasztás                            | dal: Ken Bruce | BBC Radio 2                               | 2020. február 27. 2021. február 19.  | 2021. március 11.              |
| Észak-Macedónia    | belső kiválasztás                            | Nem rendeztek válogató- és bemutatóműsort                                                                                | Nem rendeztek válogató- és bemutatóműsort | 2020. január 15. 2021. január 20.    | 2021. március 11.              |
| Görögország        | belső kiválasztás                            | előadó: Kendrikó Deltío Idíszeon                                                                                         | ERT1                                      | 2020. február 3. 2020. március 18.   | 2021. március 10.              |
| Grúzia             | előadó: nemzeti döntő dal: belső kiválasztás | előadó: Grúz Idol | 1TV                                       | 2019. december 31. 2020. március 19. | 2021. március 15.              |
| Hollandia          | belső kiválasztás                            | dal: Live premiere of Jeangu Macrooy’s Eurovision Song for the Netherlands                                               | YouTube                                   | 2020. január 10. 2020. március 18.   | 2021. március 4.               |
| Írország           | belső kiválasztás                            | 2FM Breakfast with Doireann & Eoghan                                                                                     | RTÉ 2fm                                   | 2020. március 5. 2020. december 17.  | 2021. február 26.              |
| Izland             | előadó: nemzeti döntő dal: belső kiválasztás | előadó: Söngvakeppnin dal: Straumar                                                                                      | RÚV                                       | 2020. február 29. 2020. október 23.  | 2021. március 13.              |
| Izrael             | nemzeti döntő                                | előadó: Rising Star dal: HaShir Shelanu LaEurovizion                                                                     | Keshet 12 KAN 11                          | 2020. február 4. 2020. március 22.   | 2021. január 25.               |
| Lettország         | előadó: nemzeti döntő dal: belső kiválasztás | előadó: Supernova dal: Kā uzvarēt Eirovīzijā? Samantas Tīnas ceļš uz Roterdamu                                           | LTV1                                      | 2020. február 8. 2020. május 16.     | 2021. március 12.              |
| Málta              | előadó: nemzeti döntő dal: belső kiválasztás | előadó: X-Faktor Málta                                                                                                   | TVM                                       | 2020. február 8. 2020. május 16.     | 2021. március 15.              |
| Moldova            | előadó: nemzeti döntő dal: belső kiválasztás | előadó: O melodie pentru Europa dal: Philipp Kirkorov & Dream Team present Sugar by Natalia Gordienko Eurovision Moldova | TRM 1 YouTube                             | 2020. február 29. 2020. július 15.   | 2021. március 4.               |
| Románia            | belső kiválasztás                            | előadó: Destinația Eurovision dal: România 9                                                                             | TVR 1                                     | 2020. február 11. 2020. március 31.  | 2021. március 4.               |
| San Marino         | belső kiválasztás                            | Nem rendeztek válogató- és bemutatóműsort                                                                                | Nem rendeztek válogató- és bemutatóműsort | 2020. március 6. 2020. május 16.     | 2021. március 7.               |
| Spanyolország      | előadó: belső kiválasztás dal: nemzeti döntő | dal: Destino Eurovisión                                                                                                  | La 1                                      | 2019. október 5. 2020. március 18.   | 2021. február 20.              |
| Svájc              | belső kiválasztás                            | Nem rendeztek válogató- és bemutatóműsort                                                                                | Nem rendeztek válogató- és bemutatóműsort | 2020. március 4. 2020. március 20.   | 2021. március 10.              |
| Szerbia            | előadó: nemzeti döntő dal: belső kiválasztás | előadó: Beovizija | RTS 1                                     | 2020. március 1. 2020. november 23.  | 2021. március 5.               |
| Szlovénia          | előadó: nemzeti döntő dal: belső kiválasztás | EMA | TV Slovenija 1                            | 2020. február 22. 2020. május 16.    | 2021. február 27.              |
| Ukrajna            | előadó: nemzeti döntő dal: belső kiválasztás | előadó: Vidbir | Szuszpilne Persij, STB                    | 2020. február 22. 2020. március 18.  | 2021. február 4.               |

#### Az új válogatót tartó országok válogatói
| Ország                      | Választás módszere | Válogató / Bemutató műsor                      | Közvetítő csatorna                        | Kiválasztás / Bemutatás dátuma | Kiválasztás / Bemutatás dátuma     |
| Ország                      | Választás módszere | Válogató / Bemutató műsor                      | Közvetítő csatorna                        | Előadó                         | Dal                                |
| --------------------------- | ------------------ | ---------------------------------------------- | ----------------------------------------- | ------------------------------ | ---------------------------------- |
| Albánia                     | nemzeti döntő      | Festivali i Këngës                             | RTSH 1                                    | 2020. december 23.             | 2020. december 23.                 |
| Ciprus                      | belső kiválasztás  | előadó: Ómorfi Méra Káthe Méra dal: Happy Hour | RIK 1, RIK Sat                            | 2020. november 25.             | 2021. február 24.                  |
| Dánia                       | nemzeti döntő      | Dansk Melodi Grand Prix                        | DR1                                       | 2021. március 6.               | 2021. március 6.                   |
| Észtország                  | nemzeti döntő      | Eesti Laul                                     | ETV                                       | 2021. március 6.               | 2021. március 6.                   |
| Fehéroroszország (kizárták) | belső kiválasztás  | Nem rendeztek válogató- és bemutatóműsort      | Nem rendeztek válogató- és bemutatóműsort | 2021. március 9.               | 2021. március 9. 2021. március 26. |
| Finnország                  | nemzeti döntő      | Uuden Musiikin Kilpailu                        | Yle TV1                                   | 2021. február 20.              | 2021. február 20.                  |
| Franciaország               | nemzeti döntő      | Eurovision France, c'est vous qui décidez      | France 2, TV5 Monde                       | 2021. január 30.               | 2021. január 30.                   |
| Horvátország                | nemzeti döntő      | Dora                                           | HRT 1                                     | 2021. február 13.              | 2021. február 13.                  |
| Lengyelország               | belső kiválasztás  | Pytanie na śniadanie                           | TVP2                                      | 2021. március 12.              | 2021. március 12.                  |
| Litvánia                    | nemzeti döntő      | Pabandom iš naujo!                             | LRT televizija                            | 2021. február 6.               | 2021. február 6.                   |
| Németország                 | belső kiválasztás  | dal: Unser Lied für Rotterdam                  | Das Erste                                 | 2021. február 6.               | 2021. február 25.                  |
| Norvégia                    | nemzeti döntő      | Melodi Grand Prix                              | NRK1                                      | 2021. február 20.              | 2021. február 20.                  |
| Olaszország                 | nemzeti döntő      | Sanremói Dalfesztivál                          | Rai 1                                     | 2021. március 6.               | 2021. március 6.                   |
| Oroszország                 | nemzeti döntő      | «Jevrovigyenyije 2021» Nacionalnyij Otbor      | Pervij Kanal                              | 2021. március 8.               | 2021. március 8.                   |
| Portugália                  | nemzeti döntő      | Festival da Canção                             | RTP1                                      | 2021. március 6.               | 2021. március 6.                   |
| Svédország                  | nemzeti döntő      | Melodifestivalen                               | SVT1                                      | 2021. március 13.              | 2021. március 13.                  |

#### 2020-as és 2021-es előadók összehasonlítása
| Ország             | 2020                | 2021                |
| ------------------ | ------------------- | ------------------- |
| Albánia            | Arilena Ara         | Anxhela Peristeri   |
| Ausztrália         | Montaigne           | Montaigne           |
| Ausztria           | Vincent Bueno       | Vincent Bueno       |
| Azerbajdzsán       | Efendi              | Efendi              |
| Belgium            | Hooverphonic        | Hooverphonic        |
| Bulgária           | VICTORIA            | VICTORIA            |
| Ciprus             | Sandro              | Elena Tsagrinou     |
| Csehország         | Benny Cristo        | Benny Cristo        |
| Dánia              | Ben & Tan           | Fyr & Flamme        |
| Egyesült Királyság | James Newman        | James Newman        |
| Észak-Macedónia    | Vasil               | Vasil               |
| Észtország         | Uku Suviste         | Uku Suviste         |
| Fehéroroszország   | VAL                 | Galasy ZMesta       |
| Finnország         | Aksel               | Blind Channel       |
| Franciaország      | Tom Leeb            | Barbara Pravi       |
| Görögország        | Stefania            | Stefania            |
| Grúzia             | Tornike Kipiani     | Tornike Kipiani     |
| Hollandia          | Jeangu Macrooy      | Jeangu Macrooy      |
| Horvátország       | Damir Kedžo         | Albina              |
| Írország           | Lesley Roy          | Lesley Roy          |
| Izland             | Daði og Gagnamagnið | Daði og Gagnamagnið |
| Izrael             | Eden Alene          | Eden Alene          |
| Lengyelország      | Alicja              | RAFAŁ               |
| Lettország         | Samanta Tīna        | Samanta Tīna        |
| Litvánia           | The Roop            | The Roop            |
| Málta              | Destiny             | Destiny             |
| Moldova            | Natalia Gordienko   | Natalia Gordienko   |
| Németország        | Ben Dolic           | Jendrik             |
| Norvégia           | Ulrikke             | TIX                 |
| Olaszország        | Diodato             | Måneskin            |
| Oroszország        | Little Big          | Manizha             |
| Örményország       | Athena Manoukian    |                     |
| Portugália         | Elisa               | The Black Mamba     |
| Románia            | ROXEN               | ROXEN               |
| San Marino         | Senhit              | Senhit              |
| Spanyolország      | Blas Cantó          | Blas Cantó          |
| Svájc              | Gjon’s Tears        | Gjon’s Tears        |
| Svédország         | The Mamas           | Tusse               |
| Szerbia            | Hurricane           | Hurricane           |
| Szlovénia          | Ana Soklič          | Ana Soklič          |
| Ukrajna            | Go A                | Go A                |

### Az elődöntők felosztása

Az első elődöntő résztvevői
Az első elődöntőben szavazó döntősök
A második elődöntő résztvevői
A második elődöntőben szavazó döntősök

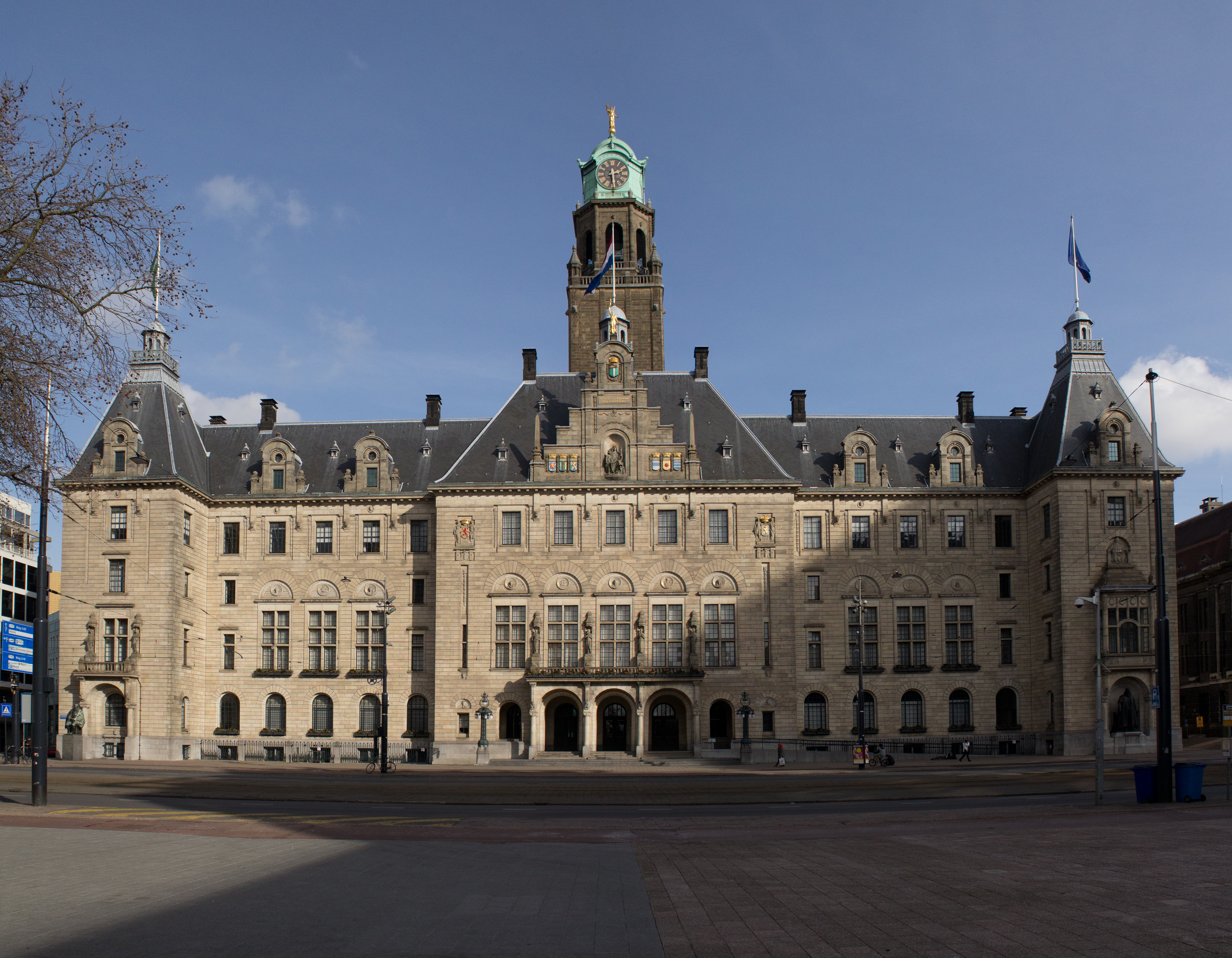
A rotterdami városháza, a sorsolás helyszíne

2020. november 17-én hivatalossá vált, hogy az elődöntők 2020-as versenyre tervezett felosztása változatlan marad 2021-ben is, tekintettel a mezőnyt alkotó országok változatlanságára és a 2020-ra értékesített jegyek újbóli gördülékeny felhasználhatóságára. Ugyancsak megmarad a házigazda ország 2020 márciusában, a delegációvezetők találkozóján kisorsolt 23-as rajtszáma is a döntőben.
A harmincöt elődöntős országot öt kalapba osztották földrajzi elhelyezkedésük és szavazási szokásaik alapján, a 2008-ban bevezetett módon. A felosztást 2020. január 25-én hozta nyilvánosságra az EBU.
Január 28-án tartották a sorsolást a rotterdami városházán, ahol a kalapok egyik fele az első elődöntőbe, a másik a második elődöntőbe került. Ennek célja a szavazás igazságosabbá tétele volt. A sorsolás során azt is eldöntötték, hogy az egyes országok az adott elődöntő első vagy második felében fognak fellépni, valamint azt, hogy az automatikusan döntős „Öt Nagy” és a rendező ország melyik elődöntőben fog szavazni. Így a delegációk előre tudták, mikor kell megérkezniük a próbákra. Ugyanekkor került sor a jelképes kulcsátadásra, melyen a legutóbbi rendező város, Tel-Aviv alpolgármestere átadta Rotterdam polgármesterének a korábbi rendező városok szimbólumait tartalmazó „kulcscsomót”. A sorsolás házigazdái a dalverseny műsorvezetői, Chantal Janzen, Edsilia Rombley és Jan Smit voltak.
Érdekesség, hogy ezúttal egy ország sem kérvényezte a sorsolás előtti automatikus beosztását valamelyik elődöntőbe.
A ceremóniát élőben közvetítette a dalfesztivál hivatalos YouTube-csatornája, valamint Hollandiában az NPO 1, ahol az esemény összesen 199 000 fős nézettséget hozott.
A versenyre eredetileg nevező Fehéroroszország az első elődöntő első felében, míg Örményország a második elődöntő második felében szerepelt volna.
| 1. kalap                                                                            | 2. kalap                                                                        | 3. kalap | 4. kalap                                                                      | 5. kalap                                                                           |
| ----------------------------------------------------------------------------------- | ------------------------------------------------------------------------------- | --- | ----------------------------------------------------------------------------- | ---------------------------------------------------------------------------------- |
| - Albánia - Ausztria - Észak-Macedónia - Horvátország - Svájc - Szerbia - Szlovénia | - Ausztrália - Dánia - Észtország - Finnország - Izland - Norvégia - Svédország | - Azerbajdzsán - Fehéroroszország (kizárták) - Grúzia - Moldova - Oroszország - Örményország (visszalépett) - Ukrajna | - Bulgária - Ciprus - Görögország - Málta - Portugália - Románia - San Marino | - Belgium - Csehország - Írország - Izrael - Lengyelország - Lettország - Litvánia |

### Live-on-tape felvételek
Az idei évben változás lesz, hogy minden résztvevő produkciójáról készül egy előzetes felvétel, melyet abban az esetben használnak fel, ha az adott előadó az esetlegesen érvényben levő utazási korlátozások vagy egészségügyi okok miatt nem tud jelen lenni az élő adások idejében Rotterdamban. Hasonló eljárással rendezték meg a 2020-as Junior Eurovíziós Dalfesztivált is.
A 39 résztvevő ország közül 27 hazájában, míg 7 egy másik résztvevő országban forgatja le a live-on-tape produkcióit.
Albánia, Ausztrália, Ausztria, Azerbajdzsán, Belgium, Bulgária, Csehország, Dánia, az Egyesült Királyság, Észtország, Finnország, Franciaország, Grúzia, Írország, Izland, Izrael, Lengyelország, Litvánia, Norvégia, Olaszország, Portugália, Románia, Spanyolország, Svájc, Svédország, Szerbia és Szlovénia produkciója a helyi televízió egyik stúdiójában került felvételre, míg Ciprus, Horvátország, Málta és Moldova Bulgáriában, Észak-Macedónia Szerbiában, Németország Litvániában, San Marino pedig Olaszországban forgatta produkcióját.
Érdekesség, hogy Belgium az 1987-es Eurovíziós Dalfesztivál helyszínéül szolgáló brüsszeli Palais du Centenaire-ben rögzítette produkcióját.
Mivel az ausztrál delegáció az utazási korlátozások miatt nem tudott elutazni Rotterdamba, így a live-on-tape felvételt használták.

### Próbák és sajtótájékoztatók
A próbák május 8-án kezdődnek a verseny helyszínén. Első körben minden ország elpróbálhatta a produkcióját többször is egymás után, valamint még színpadra lépés előtt a színfalak mögött beállították az énekesek mikrofonjait és fülmonitorjait. A színpadi próba után a delegációk a videószobába vonultak, ahol megnézhették, hogy a rendező csatorna hogyan képzeli el a produkció lefilmezését. Innen a sajtótájékoztatóra mentek az előadók, ahol egy műsorvezetővel beszélgettek a versenyről, a produkcióról, a próbákról, valamint a sajtó akkreditált tagjai is tehettek fel kérdéseket. A próbák és a sajtótájékoztatók egyszerre zajlottak: míg az egyik ország sajtótájékoztatót tartott, addig a következő már próbált az arénában.
A kezdési időpontok helyi idő szerint vannak feltüntetve. (UTC+01:00)
| Dátum                     | Ország          | Próba       | Sajtótájékoztató |
| ------------------------- | --------------- | ----------- | ---------------- |
| 2021. május 8. (szombat)  | Litvánia        | 10:00–10:30 | 11:55–12:15      |
| 2021. május 8. (szombat)  | Szlovénia       | 10:40–11:10 | 12:35–12:55      |
| 2021. május 8. (szombat)  | Oroszország     | 11:20–11:50 | 13:15–13:35      |
| 2021. május 8. (szombat)  | Svédország      | 12:00–12:30 | 13:55–14:15      |
| 2021. május 8. (szombat)  | Ausztrália      | 13:40–14:10 | 15:35–15:55      |
| 2021. május 8. (szombat)  | Észak-Macedónia | 14:20–14:50 | 16:15–16:35      |
| 2021. május 8. (szombat)  | Írország        | 15:00–15:30 | 16:55–17:15      |
| 2021. május 9. (vasárnap) | Ciprus          | 10:00–10:30 | 11:55–12:15      |
| 2021. május 9. (vasárnap) | Norvégia        | 10:40–11:10 | 12:35–12:55      |
| 2021. május 9. (vasárnap) | Horvátország    | 11:20–11:50 | 13:15–13:35      |
| 2021. május 9. (vasárnap) | Belgium         | 12:00–12:30 | 13:55–14:15      |
| 2021. május 9. (vasárnap) | Izrael          | 13:40–14:10 | 15:35–15:55      |
| 2021. május 9. (vasárnap) | Románia         | 14:20–14:50 | 16:15–16:35      |
| 2021. május 9. (vasárnap) | Azerbajdzsán    | 15:00–15:30 | 16:55–17:15      |
| 2021. május 9. (vasárnap) | Ukrajna         | 16:00–16:30 | 17:55–18:15      |
| 2021. május 9. (vasárnap) | Málta           | 16:40–17:10 | 18:35–18:55      |
| 2021. május 10. (hétfő)   | San Marino      | 10:00–10:30 | 11:55–12:15      |
| 2021. május 10. (hétfő)   | Észtország      | 10:40–11:10 | 12:35–12:55      |
| 2021. május 10. (hétfő)   | Csehország      | 11:20–11:50 | 13:15–13:35      |
| 2021. május 10. (hétfő)   | Görögország     | 12:00–12:30 | 13:55–14:15      |
| 2021. május 10. (hétfő)   | Ausztria        | 13:40–14:10 | 15:35–15:55      |
| 2021. május 10. (hétfő)   | Lengyelország   | 14:20–14:50 | 16:15–16:35      |
| 2021. május 10. (hétfő)   | Moldova         | 15:00–15:30 | 16:55–17:15      |
| 2021. május 10. (hétfő)   | Izland          | 16:00–16:30 | 17:55–18:15      |
| 2021. május 10. (hétfő)   | Szerbia         | 16:40–17:10 | 18:35–18:55      |
| 2021. május 11. (kedd)    | Grúzia          | 10:00–10:30 | 11:55–12:15      |
| 2021. május 11. (kedd)    | Albánia         | 10:40–11:10 | 12:35–12:55      |
| 2021. május 11. (kedd)    | Portugália      | 11:20–11:50 | 13:15–13:35      |
| 2021. május 11. (kedd)    | Bulgária        | 12:00–12:30 | 13:55–14:15      |
| 2021. május 11. (kedd)    | Finnország      | 13:40–14:10 | 15:35–15:55      |
| 2021. május 11. (kedd)    | Lettország      | 14:20–14:50 | 16:15–16:35      |
| 2021. május 11. (kedd)    | Svájc           | 15:00–15:30 | 16:55–17:15      |
| 2021. május 11. (kedd)    | Dánia           | 15:40–16:10 | 17:35–17:55      |

| Dátum                       | Ország             | Próba       | Sajtótájékoztató |
| --------------------------- | ------------------ | ----------- | ---------------- |
| 2021. május 12. (szerda)    | Litvánia           | 10:00–10:20 | 11:15–11:35      |
| 2021. május 12. (szerda)    | Szlovénia          | 10:25–10:45 | 11:40–12:00      |
| 2021. május 12. (szerda)    | Oroszország        | 10:50–11:10 | 12:05–12:25      |
| 2021. május 12. (szerda)    | Svédország         | 11:15–11:35 | 12:30–12:50      |
| 2021. május 12. (szerda)    | Ausztrália         | 11:40–12:00 | 12:55–13:15      |
| 2021. május 12. (szerda)    | Észak-Macedónia    | 13:05–13:25 | 14:20–14:40      |
| 2021. május 12. (szerda)    | Írország           | 13:30–13:50 | 14:45–15:05      |
| 2021. május 12. (szerda)    | Ciprus             | 13:55–14:15 | 15:10–15:30      |
| 2021. május 12. (szerda)    | Norvégia           | 14:20–14:40 | 15:35–15:55      |
| 2021. május 12. (szerda)    | Horvátország       | 14:45–15:05 | 16:00–16:20      |
| 2021. május 12. (szerda)    | Belgium            | 15:35–15:55 | 16:50–17:10      |
| 2021. május 12. (szerda)    | Izrael             | 16:00–16:20 | 17:15–17:35      |
| 2021. május 12. (szerda)    | Románia            | 16:25–16:45 | 17:40–18:00      |
| 2021. május 12. (szerda)    | Azerbajdzsán       | 16:50–17:10 | 18:05–18:25      |
| 2021. május 12. (szerda)    | Ukrajna            | 17:15–17:35 | 18:30–18:50      |
| 2021. május 13. (csütörtök) | Málta              | 10:00–10:20 | 11:45–12:05      |
| 2021. május 13. (csütörtök) | San Marino         | 10:25–10:45 | 12:10–12:30      |
| 2021. május 13. (csütörtök) | Észtország         | 10:50–11:10 | 12:35–12:55      |
| 2021. május 13. (csütörtök) | Csehország         | 11:15–11:35 | 13:00–13:20      |
| 2021. május 13. (csütörtök) | Görögország        | 11:40–12:00 | 13:25–13:45      |
| 2021. május 13. (csütörtök) | Ausztria           | 13:05–13:25 | 14:50–15:10      |
| 2021. május 13. (csütörtök) | Lengyelország      | 13:30–13:50 | 15:15–15:35      |
| 2021. május 13. (csütörtök) | Moldova            | 13:55–14:15 | 15:40–16:00      |
| 2021. május 13. (csütörtök) | Izland             | 14:20–14:40 | 16:05–16:25      |
| 2021. május 13. (csütörtök) | Szerbia            | 14:45–15:05 | 16:30–16:50      |
| 2021. május 13. (csütörtök) | Olaszország        | 15:35–16:05 | 17:00–17:20      |
| 2021. május 13. (csütörtök) | Németország        | 16:15–16:45 | 17:40–18:00      |
| 2021. május 13. (csütörtök) | Hollandia          | 17:35–18:05 | 18:20–18:40      |
| 2021. május 13. (csütörtök) | Franciaország      | 17:35–18:05 | 19:00–19:20      |
| 2021. május 13. (csütörtök) | Egyesült Királyság | 18:15–18:45 | 19:40–20:00      |
| 2021. május 13. (csütörtök) | Spanyolország      | 18:55–19:25 | 20:20–20:40      |
| 2021. május 14. (péntek)    | Grúzia             | 10:00–10:20 | 11:15–11:35      |
| 2021. május 14. (péntek)    | Albánia            | 10:25–10:45 | 11:40–12:00      |
| 2021. május 14. (péntek)    | Portugália         | 10:50–11:10 | 12:05–12:25      |
| 2021. május 14. (péntek)    | Bulgária           | 11:15–11:35 | 12:30–12:50      |
| 2021. május 14. (péntek)    | Finnország         | 11:40–12:00 | 12:55–13:15      |
| 2021. május 14. (péntek)    | Lettország         | 13:05–13:25 | 14:20–14:40      |
| 2021. május 14. (péntek)    | Svájc              | 13:30–13:50 | 14:45–15:05      |
| 2021. május 14. (péntek)    | Dánia              | 13:55–14:15 | 15:10–15:30      |
| 2021. május 15. (szombat)   | Olaszország        | 10:30–10:50 | 12:15–12:35      |
| 2021. május 15. (szombat)   | Németország        | 10:55–11:15 | 12:40–13:00      |
| 2021. május 15. (szombat)   | Hollandia          | 11:20–11:40 | 13:05–13:25      |
| 2021. május 15. (szombat)   | Franciaország      | 11:45–12:05 | 13:30–13:50      |
| 2021. május 15. (szombat)   | Egyesült Királyság | 12:10–12:30 | 13:55–14:15      |
| 2021. május 15. (szombat)   | Spanyolország      | 12:35–12:55 | 14:20–14:40      |

#### Főpróbák és élő közvetítések
A kezdési időpontok helyi idő szerint vannak feltüntetve. (UTC+01:00)
| Forduló          | Adás                      | Dátum                      | Kezdés | Vége  |
| ---------------- | ------------------------- | -------------------------- | ------ | ----- |
| Első elődöntő    | 1. főpróba                | 2021. május 17., hétfő     | 15:00  | 17:10 |
| Első elődöntő    | 2. főpróba – zsűri show   | 2021. május 17., hétfő     | 21:00  | 23:10 |
| Első elődöntő    | 3. főpróba – családi show | 2021. május 18., kedd      | 15:00  | 17:10 |
| Első elődöntő    | Élő közvetítés            | 2021. május 18., kedd      | 21:00  | 23:10 |
| Második elődöntő | 1. főpróba                | 2021. május 19., szerda    | 15:00  | 17:10 |
| Második elődöntő | 2. főpróba – zsűri show   | 2021. május 19., szerda    | 21:00  | 23:10 |
| Második elődöntő | 3. főpróba – családi show | 2021. május 20., csütörtök | 15:00  | 17:10 |
| Második elődöntő | Élő közvetítés            | 2021. május 20., csütörtök | 21:00  | 23:10 |
| Döntő            | 1. főpróba                | 2021. május 21., péntek    | 13:00  | 16:40 |
| Döntő            | 2. főpróba – zsűri show   | 2021. május 21., péntek    | 21:00  | 00:40 |
| Döntő            | 3. főpróba – családi show | 2021. május 22., szombat   | 13:30  | 17:10 |
| Döntő            | Élő közvetítés            | 2021. május 22., szombat   | 21:00  | 00:40 |

## A verseny

### Megnyitó ünnepség
Eurovíziós hagyomány, hogy a rendező város vörös szőnyeges megnyitó ünnepséget szervez a résztvevők számára. Ezzel az eseménnyel veszi kezdetét az eurovíziós hét. A vörös szőnyeg ebben az évben türkiz szőnyeggé változik és mivel Rotterdam egy kikötőváros, a delegációk hajóval érkeznek, akiket a város polgármestere fogad. Az eseményt május 16-án, vasárnap 18 órakor közvetítik a hivatalos eurovíziós YouTube-csatornán. A megnyitó műsorvezetői a sajtótájékoztatók házigazdái lesznek, Koos van Plateringen és Fenna Ramos. A megnyitón végül Lengyelország és Izland delegációja nem vehetett részt, mivel pozitív lett a küldöttség egyik tagjának a tesztje. Mivel a két ország, Románia és Málta küldöttsége is ugyanabban a hotelban volt elszállásolva ezért az ő delegációjuk sem jelenhetett meg az eseményen.

### Képeslapok
Az úgynevezett képeslapok az egyes produkciók előtt, a színpad átrendezése közben leadott kisfilmek. A 2021-es képeslapok alapkoncepciója a Covid19-pandémia miatt Európa-szerte bevezetett utazási korlátozások következtében jelentősen változott a 2020-as elgondoláshoz képest. Ezúttal a képeslapok központi eleme egy kis ház lesz, mely Hollandia különböző pontjain jelenik meg, egyúttal a versenyzők az általuk képviselt országokban készítenek kép- és videóanyagokat, melyeket ezekre a házakra fognak vetíteni. Maga a ház utalás lesz az elmúlt időszakra jellemző otthoni karanténra, ugyanakkor, a kiegészíthető szlogen jegyében egyúttal a jövő előrevetítése is: „nyílj meg” a külvilág felé. Az első képeslapot 2021. január 11-én forgatták le.

### Meghívott előadók
Első elődöntő: Az első elődöntőt az előző dalfesztivál győztese, Duncan Laurence fogja megnyitni, valamint fellép Thekla Reuten színésznő és Davina Michelle influenszer, akik egy kiterjesztett valóságban megjelenő előadást adnak elő, melynek címe The Power of Water.
Második elődöntő: A második elődöntőt a holland breaktáncos, Redouan Ait Chitt (művésznevén Redo) és Eefje de Visser holland énekesnő közös produkciója fogja nyitni.
 A szavazási szünet alatt Ahmad Joudeh, szír balett-táncos, és Dez Maarsen, profi BMX versenyző közös produkciót adnak elő.
Döntő: A 2013-as verseny óta minden évben a döntő a 26 részt vevő ország zászlós bevonulásával kezdődik, melynek zenei aláfestéseként a holland DJ, Pieter Gabriel és Eric van Tijn, a 2021-es Eurovíziós Dalfesztivál zenei igazgatója közös zeneműve szolgál majd, és egy még meg nem erősített, ismert holland dal modern átdolgozását tartalmazza majd. Duncan Laurence győztes dala, az Arcade mellett egy új dalt is bemutat élőben. A 2020-ra tervezett korábbi győztesek egyvelege ezúttal nem marad el, Lenny Kuhr és Getty Kaspers, a Teach-In énekesnője (az 1969-es és 1975-ös versenyek győztesei) mellett  Sandra Kim (Belgium 1986), Helena Paparizou (Görögország 2005), a Lordi (Finnország 2006) és Måns Zelmerlöw (Svédország 2015) is szerepel az előadásban. A győztes dalokat három különböző épület (Maassilo, Hotel New York és Museum Boijmans Van Beuningen modern raktárépülete, a Depot) tetején adják elő. A Teach-In együttes tagjai erre az alkalomra újraegyesítik az eredeti felállást. A döntőben fellépett még a holland DJ, Afrojack is, a 2005-ös holland versenyző, Glennis Grace, Wulf közreműködésében, akik a Hero című dalt adták elő.

## A szavazás

### Esélyek
A verseny előtt a legesélyesebbnek Franciaországot, Máltát, Olaszországot és Svájcot tartották.

### Zsűritagok
Minden országból öt profi zeneipari szakembert bíz meg a helyi közmédia a dalok értékelésére. A nemzeti zsűrik az élő adás előtt egy nappal egy zárt láncú közvetítésben egy videószobából követik figyelemmel a második főpróbát, és az ott látottak és hallottak alapján minősítik a produkciókat. Ezt a próbát emiatt zsűri shownak hívják, és az élő adáshoz hasonló eurovíziós élményt nyújtja a jegyet váltóknak az arénában. Az első elődöntő előtt 19 országból 95, a második elődöntő előtt 20 országból 100, míg a döntő előtti napon 39 országból összesen 195 zsűritag pontoz. A zsűritagok névsorát az idei évtől kezdve a május 22-i döntő után hozza nyilvánosságra az EBU.
- Albánia – Aurel Thellimi, Kastriot Tusha, Kejsi Tola, Rozana Radi, Sokol Marsi
- Ausztrália – Ash London, Brooke Boney, Jack Vidgen, Kamahal, Millie Millgate
- Ausztria – Drew Sarich, Norbert Schneider, PAENDA, Peter Pansky, Virginia Ernst
- Azerbajdzsán – Atari Jafarova, Fuad Alishov, Sevda Alakbarzada, Vagif Gerayzada, Zamig Huseynov
- Belgium – Kate Ryan, Lady Linn, Pommelien Thijs, Stefaan Fernande, Yves Ruth
- Bulgária – Christina Yankova Mateeva, Katya Mihaylova, Krassimir Nikolov Gyulmezov, Milka Koleva Miteva, Suti
- Ciprus – Andreas, Christiana Mitela, Marilena Charalambidou, Tasos Tryfonos, Alexandros Taramountas
- Csehország – Boris Carloff, Deborah Kahl, Elis Mraz, Miro Žbirka, Tonya Graves
- Dánia – Jonas Schroeder, Kill J, Lise Cabble, Peter Düring, Tanne Amanda Balcells
- Egyesült Királyság – Nicki Chapman, Tom Aspaul, Michelle Gayle, Aisha Jawando, Ross Gautreau
- Észak-Macedónia – Darko Tasev, Erhan Shukri, Ile Spasev, Lara Ivanova, Robert Bilbilov
- Észtország – Birgit Sarrap, Dave Benton, Elina Born, Karl-Ander Reismann, Stig Rästa
- Finnország – Amie Borgar, Jussi Mäntysaarella, Mirva Merimaa, Samuli Väänänen, Tommi Tuomainen
- Franciaország – Adrien Kaiser, Gilbert Marcellus, Géraldine Allouche, Kahina Kimoune, Loic Parent
- Görögország – Adam Tsarouchis, Athena Konstantinou, Fotis Sergoulopoulos, Ioannis Vasilopoulos, Xenia Ghali
- Grúzia – David Evgenidze, Helen Kalandadze, Nodiko Tatisvili, Sopho Toroshelidze, Zaza Orashvili
- Hollandia – Brainpower, Giovanca, Jessica van Amerongen, LAKSHMI, Leo Blokhuis
- Horvátország – Denis Dumančić, Luka Nižetić, Monika Lelas Habanek, Nika Turković, Tonka
- Írország – Ben Pyne, Fidelma Kelly, Karl Broderick, Louise Bruton, Luan Parle
- Izland – Gudrun Gunnars, Matti Matt, Oddny Sturludottir, Regina, Snorri Helgason
- Izrael – Avia Farchi, Noy Aloosh, Ohad Hitman, Roni Superstar, Yossi Hersonski
- Lengyelország – Anna Zaczek-Biderman, Cleo, Michał Michalik, Norbert Dudziuk, Piiootr Winnicki
- Lettország – Guna Zučika, Kaspars Zemīti, Magnuss Eriņš, PATRISHA, Valts Pūce
- Litvánia – Darius Užkuraitis, Bjelle, Giedrė, Jievaras Jasinskis, Rafailas Karpis
- Málta – Annaliz Azzopardi, Ira Losco, Kevin Abela, Michela Pace, Sigmund Mifsud
- Moldova – Constantin Moscovici, Dumitru Mitu, Ion Catar, Marina Djundiet, Nelly Ciobanu
- Németország – Ivy Quainoo, Janin Ullmann, Matthias Arfmann, Uwe Kanthak, Constantin Zöller
- Norvégia – Aleksander Walmann, Anna-Lisa Kumoji, Kate Gulbrandsen, Rolf Lennart Stensø, Vilde Johannessen
- Olaszország – Emanuele Lombardini, Giusy Cascio, Gregorio Matteo, Katia Riccardi, Stefano Mannucci
- Oroszország – Alla Sigalova, Dina Garipova, Leonid Gutkin, Leonid Rudenko, Yulia Volkova
- Portugália – Dino D'Santiago, Dora, João Reis Moreira, Marta Carvalho, Pedro Penim
- Románia – DJ Andy, Ilinca Băcilă, Liviu Teodorescu, Luminita Anghel, Răzvan Popescu
- San Marino – Antonio Cecchetti, Elisa Manzaroli, Fabrizio Raggi, Jimmy JDKA, Marilia Reffi
- Spanyolország – Antonio Hueso, David, Maria Peláe, Nerea, Samantha
- Svájc – Chiara Dubey, Georg Schlunegger, Lisa Oribasi, Rico Fischer, Sophie de Quay
- Svédország – Björn Kjellman, Emelie Fjällström, Nanne Grönvall, Omar Rudberg, Tina Mehrafzoon
- Szerbia – Ekstra Nena, Ivana Peters, Milan Stanković, Slobodan Markovi, Tijana Bogićević
- Szlovénia – Aleš Vovk, Bojan Cvjetićanin, Boštjan Grabnar, Maja Keuc, Nuša Derenda
- Ukrajna – Alla Moskovka, ILLARIA, Igor Kondratiuk, Oleksandr Ponomarov, Alyona Alyona

## Első elődöntő
Az első elődöntőt május 18-án rendezték meg tizenhat ország részvételével. Az egyes országok által kiosztott pontok telefonos szavazás, illetve szakmai zsűrik szavazatai alapján alakultak ki, mely alapján az első tíz helyezett jutott tovább a döntőbe. A részt vevő országokon kívül három automatikusan döntős ország –  Hollandia,  Németország és  Olaszország – is szavazott az első elődöntőben, valamint a május 17-én tartandó főpróbákon versenydalukat is előadták.
- A versenyre eredetileg nevező  Fehéroroszország az első elődöntő első felében vett volna részt, azonban 2021. március 26-án az EBU bejelentette, hogy az országot kizárták a versenyből, miután a fehérorosz műsorsugárzó az első dal kizárását követően egy szintén szabályokba ütköző dalt küldött be a versenybe, mely ugyancsak kizárásra került. Az országot a Galasy ZMesta együttes képviselte volna eredetileg a Ya nauchu tebya (I’ll Teach You) (magyarul: Megtanítalak), majd az Enjoy Yourself (magyarul: Érezd jól magad) című dallal.
- Mivel az érvényben levő utazási korlátozások nem tették lehetővé  Ausztrália delegációjának a helyszínre való utazását, így az ország az előre elkészített live-on-tape felvétellel vett részt a versenyen.

| #  | Ország          | Előadó          | Dal             | Helyezés | Pontszám |
| -- | --------------- | --------------- | --------------- | -------- | -------- |
| 01 | Litvánia        | The Roop        | Discoteque      | 4.       | 203      |
| 02 | Szlovénia       | Ana Soklič      | Amen            | 13.      | 44       |
| 03 | Oroszország     | Manizha         | Russian Woman   | 3.       | 225      |
| 04 | Svédország      | Tusse           | Voices          | 7.       | 142      |
| 05 | Ausztrália      | Montaigne       | Technicolour    | 14.      | 28       |
| 06 | Észak-Macedónia | Vasil           | Here I Stand    | 15.      | 23       |
| 07 | Írország        | Lesley Roy      | Maps            | 16.      | 20       |
| 08 | Ciprus          | Elena Tsagrinou | El Diablo       | 6.       | 170      |
| 09 | Norvégia        | TIX             | Fallen Angel    | 10.      | 115      |
| 10 | Horvátország    | Albina          | Tick-Tock       | 11.      | 110      |
| 11 | Belgium         | Hooverphonic    | The Wrong Place | 9.       | 117      |
| 12 | Izrael          | Eden Alene      | Set Me Free     | 5.       | 192      |
| 13 | Románia         | Roxen           | Amnesia         | 12.      | 85       |
| 14 | Azerbajdzsán    | Efendi          | Mata Hari       | 8.       | 138      |
| 15 | Ukrajna         | Go A            | Shum            | 2.       | 267      |
| 16 | Málta           | Destiny         | Je me casse     | 1.       | 325      |

A sorok a fellépés sorrendje szerint vannak rendezve – a helyezések szerinti rendezést az oszlop tetejére kattintva lehet elérni.

### Ponttáblázat

#### Zsűri szavazás
| Ország          | Össz. | Szavazók | Szavazók  | Szavazók    | Szavazók   | Szavazók   | Szavazók        | Szavazók | Szavazók | Szavazók | Szavazók     | Szavazók | Szavazók | Szavazók | Szavazók     | Szavazók | Szavazók | Szavazók    | Szavazók    | Szavazók  |
| Ország          | Össz. | Litvánia | Szlovénia | Oroszország | Svédország | Ausztrália | Észak-Macedónia | Írország | Ciprus   | Norvégia | Horvátország | Belgium  | Izrael   | Románia  | Azerbajdzsán | Ukrajna  | Málta    | Németország | Olaszország | Hollandia |
| --------------- | ----- | -------- | --------- | ----------- | ---------- | ---------- | --------------- | -------- | -------- | -------- | ------------ | -------- | -------- | -------- | ------------ | -------- | -------- | ----------- | ----------- | --------- |
| Litvánia        | 66    |          |           | 2           | 7          | 2          |                 | 5        | 3        |          | 6            | 2        | 12       | 8        |              | 1        | 4        | 4           | 7           | 3         |
| Szlovénia       | 36    |          |           |             |            |            | 3               |          | 6        | 4        |              |          | 3        | 7        | 4            | 4        | 5        |             |             |           |
| Oroszország     | 117   |          | 10        |             | 6          | 7          | 7               | 8        | 8        | 3        | 8            | 12       | 6        | 5        | 12           |          | 1        | 7           | 5           | 12        |
| Svédország      | 91    | 3        |           | 7           |            | 6          | 1               | 1        | 7        | 10       | 1            | 6        | 5        | 4        | 6            | 3        | 10       | 12          | 4           | 5         |
| Ausztrália      | 26    | 8        |           | 1           |            |            |                 |          |          |          | 2            |          |          | 2        |              | 12       |          | 1           |             |           |
| Észak-Macedónia | 12    |          | 4         |             |            |            |                 | 2        |          |          |              |          |          | 6        |              |          |          |             |             |           |
| Írország        | 16    |          |           |             | 1          | 3          |                 |          | 2        | 1        |              | 3        |          |          | 3            |          | 2        |             | 1           |           |
| Ciprus          | 92    | 4        | 12        | 8           | 4          | 10         | 4               | 4        |          | 5        | 10           |          | 10       | 3        |              | 2        | 8        | 5           | 3           |           |
| Norvégia        | 38    | 2        | 3         |             | 8          | 1          | 2               | 3        |          |          |              | 7        | 2        |          |              |          |          |             | 6           | 4         |
| Horvátország    | 57    | 1        | 7         | 3           |            |            | 8               | 10       | 5        |          |              | 1        | 1        | 1        | 5            | 8        | 3        | 2           | 2           |           |
| Belgium         | 70    | 10       | 5         | 6           | 2          |            |                 |          | 4        |          | 4            |          | 7        |          | 2            | 10       |          |             | 10          | 10        |
| Izrael          | 99    | 7        | 2         | 10          | 10         | 8          | 12              |          | 1        | 8        | 7            | 4        |          |          | 1            | 6        |          | 3           | 12          | 8         |
| Románia         | 58    | 5        |           |             |            |            |                 |          | 10       | 2        | 3            | 5        |          |          | 7            | 7        | 12       | 6           |             | 1         |
| Azerbajdzsán    | 47    |          | 8         | 4           | 3          | 5          | 6               | 7        |          | 6        |              |          |          |          |              |          | 6        |             |             | 2         |
| Ukrajna         | 103   | 12       | 1         | 5           | 5          | 4          | 5               | 6        |          | 7        | 5            | 10       | 4        | 10       | 8            |          | 7        | 8           |             | 6         |
| Málta           | 174   | 6        | 6         | 12          | 12         | 12         | 10              | 12       | 12       | 12       | 12           | 8        | 8        | 12       | 10           | 5        |          | 10          | 8           | 7         |

#### Nézői szavazás
| Ország          | Össz. | Szavazók | Szavazók  | Szavazók    | Szavazók   | Szavazók   | Szavazók        | Szavazók | Szavazók | Szavazók | Szavazók     | Szavazók | Szavazók | Szavazók | Szavazók     | Szavazók | Szavazók | Szavazók    | Szavazók    | Szavazók  |
| Ország          | Össz. | Litvánia | Szlovénia | Oroszország | Svédország | Ausztrália | Észak-Macedónia | Írország | Ciprus   | Norvégia | Horvátország | Belgium  | Izrael   | Románia  | Azerbajdzsán | Ukrajna  | Málta    | Németország | Olaszország | Hollandia |
| --------------- | ----- | -------- | --------- | ----------- | ---------- | ---------- | --------------- | -------- | -------- | -------- | ------------ | -------- | -------- | -------- | ------------ | -------- | -------- | ----------- | ----------- | --------- |
| Litvánia        | 137   |          |           | 7           | 10         | 8          | 4               | 12       | 12       | 12       | 3            | 8        | 5        | 6        | 3            | 12       | 7        | 12          | 8           | 8         |
| Szlovénia       | 8     |          |           |             |            |            | 3               |          |          |          | 5            |          |          |          |              |          |          |             |             |           |
| Oroszország     | 108   | 8        | 7         |             | 3          | 7          | 8               | 1        | 7        | 4        | 10           | 2        | 12       | 5        | 8            | 6        | 2        | 6           | 7           | 5         |
| Svédország      | 51    | 5        | 2         | 2           |            |            |                 | 4        | 3        | 10       |              | 7        | 2        |          | 1            | 3        | 10       |             |             | 2         |
| Ausztrália      | 2     |          |           | 1           |            |            |                 |          |          |          |              |          |          |          |              | 1        |          |             |             |           |
| Észak-Macedónia | 11    |          | 8         |             |            |            |                 |          |          |          | 1            |          |          | 2        |              |          |          |             |             |           |
| Írország        | 4     | 1        |           |             |            | 2          |                 |          |          |          |              |          |          |          |              |          | 1        |             |             |           |
| Ciprus          | 78    | 4        | 1         | 5           | 4          | 6          | 6               | 6        |          | 3        | 6            | 3        | 6        | 4        | 4            | 4        | 12       | 1           | 2           | 1         |
| Norvégia        | 77    | 6        | 6         | 6           | 12         | 3          |                 | 2        | 1        |          | 2            | 6        | 4        | 3        | 10           | 2        | 6        | 4           | 1           | 3         |
| Horvátország    | 53    |          | 12        |             | 2          | 5          | 12              | 7        | 2        | 1        |              |          | 3        |          | 2            |          |          | 7           |             |           |
| Belgium         | 47    | 10       | 4         | 3           | 5          |            | 2               |          |          | 2        |              |          | 1        | 1        |              | 5        |          | 3           | 4           | 7         |
| Izrael          | 93    | 2        |           | 4           | 6          | 4          | 1               | 5        | 10       | 5        | 4            | 4        |          | 10       | 12           | 7        | 5        | 5           | 3           | 6         |
| Románia         | 27    |          |           |             |            |            |                 | 3        | 5        |          |              | 1        |          |          | 5            |          | 3        |             | 10          |           |
| Azerbajdzsán    | 91    | 3        | 3         | 10          | 1          | 1          | 7               |          | 4        | 6        | 8            | 5        | 7        | 7        |              | 10       | 8        | 2           | 5           | 4         |
| Ukrajna         | 164   | 12       | 10        | 12          | 7          | 12         | 5               | 8        | 6        | 7        | 12           | 10       | 8        | 12       | 7            |          | 4        | 10          | 12          | 10        |
| Málta           | 151   | 7        | 5         | 8           | 8          | 10         | 10              | 10       | 8        | 8        | 7            | 12       | 10       | 8        | 6            | 8        |          | 8           | 6           | 12        |

### Zsűri és nézői szavazás külön
| Helyezés | Zsűri szavazás  | Zsűri szavazás | Nézői szavazás  | Nézői szavazás |
| Helyezés | Ország          | Pontszám       | Ország          | Pontszám       |
| -------- | --------------- | -------------- | --------------- | -------------- |
| 1.       | Málta           | 174            | Ukrajna         | 164            |
| 2.       | Oroszország     | 117            | Málta           | 151            |
| 3.       | Ukrajna         | 103            | Litvánia        | 137            |
| 4.       | Izrael          | 99             | Oroszország     | 108            |
| 5.       | Ciprus          | 92             | Izrael          | 93             |
| 6.       | Svédország      | 91             | Azerbajdzsán    | 91             |
| 7.       | Belgium         | 70             | Ciprus          | 78             |
| 8.       | Litvánia        | 66             | Norvégia        | 77             |
| 9.       | Románia         | 58             | Horvátország    | 53             |
| 10.      | Horvátország    | 57             | Svédország      | 51             |
| 11.      | Azerbajdzsán    | 47             | Belgium         | 47             |
| 12.      | Norvégia        | 38             | Románia         | 27             |
| 13.      | Szlovénia       | 36             | Észak-Macedónia | 11             |
| 14.      | Ausztrália      | 26             | Szlovénia       | 8              |
| 15.      | Írország        | 16             | Írország        | 4              |
| 16.      | Észak-Macedónia | 12             | Ausztrália      | 2              |

## Második elődöntő
A második elődöntőt május 20-án rendezték meg tizenhét ország részvételével. Az egyes országok által kiosztott pontok telefonos szavazás, illetve szakmai zsűrik szavazatai alapján alakultak ki, mely alapján az első tíz helyezett jutott tovább a döntőbe. A részt vevő országokon kívül három automatikusan döntős ország –  Egyesült Királyság,  Franciaország és  Spanyolország – is szavazott a második elődöntőben, valamint a május 19-én tartandó főpróbákon versenydalukat is előadták.
- A versenyre eredetileg nevező  Örményország a második elődöntő második felében vett volna részt, azonban 2021. március 5-én az örmény műsorsugárzó bejelentette visszalépését a 2020-as hegyi-karabahi háború következtében kialakult belpolitikai válság miatt.
- Izland a második próbán készült felvétellel vett részt a második elődöntőben, miután a Daði og Gagnamagnið egyik tagjának PCR-tesztje pozitív eredményt adott, így az együttes nem vehetett részt személyesen a főpróbákon és az élő adásban.

| #  | Ország        | Előadó              | Dal                       | Helyezés | Pontszám |
| -- | ------------- | ------------------- | ------------------------- | -------- | -------- |
| 01 | San Marino    | Senhit              | Adrenalina                | 9.       | 118      |
| 02 | Észtország    | Uku Suviste         | The Lucky One             | 13.      | 58       |
| 03 | Csehország    | Benny Cristo        | omaga                     | 15.      | 23       |
| 04 | Görögország   | Stefania            | Last Dance                | 6.       | 184      |
| 05 | Ausztria      | Vincent Bueno       | Amen                      | 12.      | 66       |
| 06 | Lengyelország | Rafał               | The Ride                  | 14.      | 35       |
| 07 | Moldova       | Natalia Gordienko   | Sugar                     | 7.       | 179      |
| 08 | Izland        | Daði og Gagnamagnið | 10 Years                  | 2.       | 288      |
| 09 | Szerbia       | Hurricane           | Loco Loco                 | 8.       | 124      |
| 10 | Grúzia        | Tornike Kipiani     | You                       | 16.      | 16       |
| 11 | Albánia       | Anxhela Peristeri   | Karma                     | 10.      | 112      |
| 12 | Portugália    | The Black Mamba     | Love Is on My Side        | 4.       | 239      |
| 13 | Bulgária      | Victoria            | Growing Up Is Getting Old | 3.       | 250      |
| 14 | Finnország    | Blind Channel       | Dark Side                 | 5.       | 234      |
| 15 | Lettország    | Samanta Tīna        | The Moon Is Rising        | 17.      | 14       |
| 16 | Svájc         | Gjon’s Tears        | Tout l’univers            | 1.       | 291      |
| 17 | Dánia         | Fyr & Flamme        | Øve os på hinanden        | 11.      | 89       |

A sorok a fellépés sorrendje szerint vannak rendezve – a helyezések szerinti rendezést az oszlop tetejére kattintva lehet elérni.

### Ponttáblázat

#### Zsűri szavazás
| Ország        | Össz. | Szavazók   | Szavazók   | Szavazók   | Szavazók    | Szavazók | Szavazók      | Szavazók | Szavazók | Szavazók | Szavazók | Szavazók | Szavazók   | Szavazók | Szavazók   | Szavazók   | Szavazók | Szavazók | Szavazók      | Szavazók      | Szavazók           |
| Ország        | Össz. | San Marino | Észtország | Csehország | Görögország | Ausztria | Lengyelország | Moldova  | Izland   | Szerbia  | Grúzia   | Albánia  | Portugália | Bulgária | Finnország | Lettország | Svájc    | Dánia    | Franciaország | Spanyolország | Egyesült Királyság |
| ------------- | ----- | ---------- | ---------- | ---------- | ----------- | -------- | ------------- | -------- | -------- | -------- | -------- | -------- | ---------- | -------- | ---------- | ---------- | -------- | -------- | ------------- | ------------- | ------------------ |
| San Marino    | 76    |            | 1          | 2          | 10          | 1        | 10            | 10       | 3        | 2        | 1        | 8        |            | 2        | 2          | 2          | 2        | 5        | 8             | 3             | 4                  |
| Észtország    | 29    |            |            |            | 1           |          | 4             | 3        |          | 1        | 3        |          | 1          | 7        |            | 3          | 3        |          |               | 1             | 2                  |
| Csehország    | 23    |            |            |            | 4           |          |               | 1        |          |          | 6        |          | 5          | 5        |            |            |          |          | 2             |               |                    |
| Görögország   | 104   | 10         | 3          | 5          |             |          | 12            | 8        | 7        | 8        |          | 10       | 3          | 10       | 6          |            | 1        | 2        | 12            | 7             |                    |
| Ausztria      | 53    |            | 4          |            |             |          |               |          | 4        | 3        | 5        | 7        | 2          | 6        | 5          | 1          | 7        | 3        |               | 6             |                    |
| Lengyelország | 18    | 12         |            |            | 2           |          |               |          |          |          |          |          |            | 3        |            |            |          | 1        |               |               |                    |
| Moldova       | 56    | 8          |            |            | 12          | 2        | 7             |          |          | 4        |          | 3        |            | 12       |            | 4          |          |          | 1             |               | 3                  |
| Izland        | 140   | 1          | 8          | 10         | 7           | 10       | 3             | 6        |          | 12       | 7        | 4        | 10         |          | 8          | 12         | 8        | 8        | 6             | 8             | 12                 |
| Szerbia       | 56    | 4          | 5          | 4          | 3           | 6        |               |          | 2        |          | 2        | 5        | 4          |          | 3          |            | 4        |          | 5             | 4             | 5                  |
| Grúzia        | 1     |            |            |            |             |          |               |          |          |          |          |          |            | 1        |            |            |          |          |               |               |                    |
| Albánia       | 74    | 7          | 2          | 1          | 6           | 3        | 6             | 5        | 5        |          |          |          | 8          | 4        | 4          | 5          | 5        | 10       |               | 2             | 1                  |
| Portugália    | 128   | 2          | 6          | 12         | 5           | 7        | 1             | 2        | 8        | 7        | 10       | 1        |            | 8        | 7          | 8          | 10       | 4        | 10            | 10            | 10                 |
| Bulgária      | 149   | 5          | 10         | 7          | 8           | 8        | 5             | 12       | 10       | 10       | 8        | 2        | 12         |          | 12         | 6          | 12       | 6        | 4             | 5             | 7                  |
| Finnország    | 84    | 3          | 7          | 6          |             | 5        | 2             |          | 6        | 6        | 4        | 6        | 6          |          |            | 7          | 6        | 7        | 7             |               | 6                  |
| Lettország    | 4     |            |            |            |             |          |               | 4        |          |          |          |          |            |          |            |            |          |          |               |               |                    |
| Svájc         | 156   | 6          | 12         | 8          |             | 12       | 8             | 7        | 12       | 5        | 12       | 12       | 7          |          | 10         | 10         |          | 12       | 3             | 12            | 8                  |
| Dánia         | 9     |            |            | 3          |             | 4        |               |          | 1        |          |          |          |            |          | 1          |            |          |          |               |               |                    |

#### Nézői szavazás
| Ország        | Össz. | Szavazók   | Szavazók   | Szavazók   | Szavazók    | Szavazók | Szavazók      | Szavazók | Szavazók | Szavazók | Szavazók | Szavazók | Szavazók   | Szavazók | Szavazók   | Szavazók   | Szavazók | Szavazók | Szavazók      | Szavazók      | Szavazók           |
| Ország        | Össz. | San Marino | Észtország | Csehország | Görögország | Ausztria | Lengyelország | Moldova  | Izland   | Szerbia  | Grúzia   | Albánia  | Portugália | Bulgária | Finnország | Lettország | Svájc    | Dánia    | Franciaország | Spanyolország | Egyesült Királyság |
| ------------- | ----- | ---------- | ---------- | ---------- | ----------- | -------- | ------------- | -------- | -------- | -------- | -------- | -------- | ---------- | -------- | ---------- | ---------- | -------- | -------- | ------------- | ------------- | ------------------ |
| San Marino    | 42    |            | 4          |            | 2           |          | 2             |          | 3        | 3        | 12       | 7        |            |          | 1          |            |          | 2        |               | 4             | 2                  |
| Észtország    | 29    |            |            | 1          |             |          |               | 3        |          |          |          |          |            | 1        | 7          | 10         | 1        | 6        |               |               |                    |
| Csehország    | 0     |            |            |            |             |          |               |          |          |          |          |          |            |          |            |            |          |          |               |               |                    |
| Görögország   | 80    | 5          |            | 2          |             |          |               | 12       | 5        | 8        | 10       | 10       | 10         | 8        | 2          | 1          | 2        | 3        |               | 1             | 1                  |
| Ausztria      | 13    |            |            |            |             |          |               |          | 2        |          |          | 3        |            |          |            |            | 4        | 4        |               |               |                    |
| Lengyelország | 17    |            |            |            |             | 1        |               | 7        | 1        |          |          |          |            |          |            |            |          |          | 1             |               | 7                  |
| Moldova       | 123   | 12         | 12         | 12         | 12          | 6        | 7             |          | 6        | 12       |          |          | 12         |          | 5          | 12         |          |          | 12            | 3             |                    |
| Izland        | 148   | 8          | 7          | 10         | 5           | 10       | 10            | 6        |          | 7        | 7        | 1        | 7          | 6        | 12         | 7          | 7        | 12       | 6             | 8             | 12                 |
| Szerbia       | 68    | 7          |            | 5          | 4           | 12       | 1             | 1        |          |          | 1        | 4        | 2          | 10       |            |            | 12       |          | 7             | 2             |                    |
| Grúzia        | 15    |            | 3          |            |             |          | 3             |          |          |          |          |          | 3          | 2        |            | 3          |          | 1        |               |               |                    |
| Albánia       | 38    | 2          |            |            | 10          | 2        |               | 2        |          | 1        | 2        |          | 1          | 4        | 3          |            | 8        |          | 3             |               |                    |
| Portugália    | 111   | 3          | 5          | 4          | 3           | 7        | 5             | 4        | 8        | 4        |          | 6        |            | 5        | 6          | 5          | 10       | 8        | 10            | 12            | 6                  |
| Bulgária      | 101   | 4          | 2          | 6          | 6           | 4        | 4             | 5        | 4        | 6        | 8        | 8        | 5          |          | 4          | 2          | 3        | 5        | 5             | 10            | 10                 |
| Finnország    | 150   | 10         | 10         | 8          | 8           | 5        | 12            | 8        | 10       | 10       | 6        | 5        | 6          | 12       |            | 8          | 6        | 10       | 2             | 6             | 8                  |
| Lettország    | 10    |            | 1          |            |             |          |               |          |          |          | 5        |          |            |          |            |            |          |          |               |               | 4                  |
| Svájc         | 135   | 6          | 6          | 7          | 7           | 8        | 8             | 10       | 7        | 5        | 3        | 12       | 8          | 7        | 10         | 6          |          | 7        | 8             | 7             | 3                  |
| Dánia         | 80    | 1          | 8          | 3          | 1           | 3        | 6             |          | 12       | 2        | 4        | 2        | 4          | 3        | 8          | 4          | 5        |          | 4             | 5             | 5                  |

### Zsűri és nézői szavazás külön
| Helyezés | Zsűri szavazás | Zsűri szavazás | Nézői szavazás | Nézői szavazás |
| Helyezés | Ország         | Pontszám       | Ország         | Pontszám       |
| -------- | -------------- | -------------- | -------------- | -------------- |
| 1.       | Svájc          | 156            | Finnország     | 150            |
| 2.       | Bulgária       | 149            | Izland         | 148            |
| 3.       | Izland         | 140            | Svájc          | 135            |
| 4.       | Portugália     | 128            | Moldova        | 123            |
| 5.       | Görögország    | 104            | Portugália     | 111            |
| 6.       | Finnország     | 84             | Bulgária       | 101            |
| 7.       | San Marino     | 76             | Dánia          | 80             |
| 8.       | Albánia        | 74             | Görögország    | 80             |
| 9.       | Szerbia        | 56             | Szerbia        | 68             |
| 10.      | Moldova        | 56             | San Marino     | 42             |
| 11.      | Ausztria       | 53             | Albánia        | 38             |
| 12.      | Észtország     | 29             | Észtország     | 29             |
| 13.      | Csehország     | 23             | Lengyelország  | 17             |
| 14.      | Lengyelország  | 18             | Grúzia         | 15             |
| 15.      | Dánia          | 9              | Ausztria       | 13             |
| 16.      | Lettország     | 4              | Lettország     | 10             |
| 17.      | Grúzia         | 1              | Csehország     | 0              |

## Döntő
A döntőt május 22-én rendezték meg huszonhat ország részvételével. A mezőnyt a következő országok alkották:
- Az első elődöntő első tíz helyezettje
- A második elődöntő első tíz helyezettje
- A házigazda ország, a 2019-es Eurovíziós Dalfesztivál győztese:  Hollandia
- Az automatikusan döntős „Öt Nagy” ország:  Egyesült Királyság,  Franciaország,  Németország,  Olaszország,  Spanyolország
- Izland a második próbán készült felvétellel vett részt a döntőben, miután a Daði og Gagnamagnið egyik tagjának PCR-tesztje pozitív eredményt adott, így az együttes nem vehetett részt személyesen a főpróbákon és az élő adásban.

| #  | Ország             | Előadó              | Dal                       | Helyezés | Pontszám |
| -- | ------------------ | ------------------- | ------------------------- | -------- | -------- |
| 01 | Ciprus             | Elena Tsagrinou     | El Diablo                 | 16.      | 94       |
| 02 | Albánia            | Anxhela Peristeri   | Karma                     | 21.      | 57       |
| 03 | Izrael             | Eden Alene          | Set Me Free               | 17.      | 93       |
| 04 | Belgium            | Hooverphonic        | The Wrong Place           | 19.      | 74       |
| 05 | Oroszország        | Manizha             | Russian Woman             | 9.       | 204      |
| 06 | Málta              | Destiny             | Je me casse               | 7.       | 255      |
| 07 | Portugália         | The Black Mamba     | Love Is on My Side        | 12.      | 153      |
| 08 | Szerbia            | Hurricane           | Loco Loco                 | 15.      | 102      |
| 09 | Egyesült Királyság | James Newman        | Embers                    | 26.      | 0        |
| 10 | Görögország        | Stefania            | Last Dance                | 10.      | 170      |
| 11 | Svájc              | Gjon’s Tears        | Tout l’univers            | 3.       | 432      |
| 12 | Izland             | Daði og Gagnamagnið | 10 Years                  | 4.       | 378      |
| 13 | Spanyolország      | Blas Cantó          | Voy a quedarme            | 24.      | 6        |
| 14 | Moldova            | Natalia Gordienko   | Sugar                     | 13.      | 115      |
| 15 | Németország        | Jendrik             | I Don’t Feel Hate         | 25.      | 3        |
| 16 | Finnország         | Blind Channel       | Dark Side                 | 6.       | 301      |
| 17 | Bulgária           | Victoria            | Growing Up Is Getting Old | 11.      | 170      |
| 18 | Litvánia           | The Roop            | Discoteque                | 8.       | 220      |
| 19 | Ukrajna            | Go A                | Shum                      | 5.       | 364      |
| 20 | Franciaország      | Barbara Pravi       | Voilà                     | 2.       | 499      |
| 21 | Azerbajdzsán       | Efendi              | Mata Hari                 | 20.      | 65       |
| 22 | Norvégia           | TIX                 | Fallen Angel              | 18.      | 75       |
| 23 | Hollandia          | Jeangu Macrooy      | Birth of a New Age        | 23.      | 11       |
| 24 | Olaszország        | Måneskin            | Zitti e buoni             | 1.       | 524      |
| 25 | Svédország         | Tusse               | Voices                    | 14.      | 109      |
| 26 | San Marino         | Senhit              | Adrenalina                | 22.      | 50       |

A sorok a fellépés sorrendje szerint vannak rendezve – a helyezések szerinti rendezést az oszlop tetejére kattintva lehet elérni.

### Pontbejelentők
A pontbejelentők között ezúttal is több korábbi versenyző volt: az azeri Ell/Nikki (2011 győztes), a bolgár Joanna Dragneva (A Deep Zone tagjaként, 2008), a grúz Oto Nemsadze (2019), az ír Ryan O’Shaughnessy (2018), a lett Aminata (2015), a litván Andrius Mamontovas (az LT United tagjaként, 2006), a moldáv Sergey Stepanov (a SunStroke Project tagjaként, 2010 és 2017), az orosz Polina Gagarina (2015), a portugál Elisa (2020, tervezett) és a svéd Carola (1983, 1991 győztes, 2006), míg Franciaország pontjait a 2019-es Junior Eurovíziós Dalfesztivál francia résztvevője, Carla, Izrael pontjait Lucy Ayoub, a 2019-es Eurovíziós Dalfesztivál egyik házigazdája, Lengyelország pontjait pedig Ida Nowakowska, a 2019-es és a 2020-as Junior Eurovíziós Dalfesztivál egyik műsorvezetője ismertette, a görög pontbejelentő, Manólisz Gínisz pedig tíz évesen a verseny történetének legfiatalabb pontbejelentője volt, míg az észt Sissi a 2001-es észt győztes, Dave Benton lánya. Eredetileg a holland pontokat Duncan Laurence (2019 győztes) jelentette volna be, de mivel május 20-án pozitív lett a PCR-tesztje, így nem tud személyesen részt venni a döntőn. A helyét Romy Monteiro, énekesnő vette át.
| 1. Izrael – Lucy Ayoub 2. Lengyelország – Ida Nowakowska 3. San Marino – Monica Fabbri 4. Albánia – Andri Xhahu 5. Málta – Stephanie Spiteri 6. Észtország – Sissi 7. Észak-Macedónia – Vane Markoski 8. Azerbajdzsán – Ell/Nikki 9. Norvégia – Silje Skjemstad Cruz 10. Spanyolország – Nieves Álvarez 11. Ausztria – Philipp Hansa 12. Egyesült Királyság – Amanda Holden 13. Olaszország – Carolina Di Domenico | 1. Szlovénia – Lorella Flego 2. Görögország – Manólisz Gínisz 3. Lettország – Aminata 4. Írország – Ryan O’Shaughnessy 5. Moldova – Sergey Stepanov 6. Szerbia – Dragana Kosjerina 7. Bulgária – Joanna Dragneva 8. Ciprus – Lúkasz Hámatszosz 9. Belgium – Danira Boukhriss 10. Németország – Barbara Schöneberger 11. Ausztrália – Joel Creasey 12. Finnország – Katri Norrlin 13. Portugália – Elisa | 1. Ukrajna – Tayanna 2. Izland – Hannes Óli Ágústsson 3. Románia – Cătălina Ponor 4. Horvátország – Ivan Dorian Molnar 5. Csehország – Taťána Kuchařová 6. Grúzia – Oto Nemsadze 7. Litvánia – Andrius Mamontovas 8. Dánia – Tina Müller 9. Oroszország – Polina Gagarina 10. Franciaország – Carla 11. Svédország – Carola 12. Svájc – Angélique Beldner 13. Hollandia – Romy Monteiro |

### Ponttáblázat

#### Zsűri szavazás
| Ország             | Össz. | Szavazók | Szavazók      | Szavazók   | Szavazók | Szavazók | Szavazók   | Szavazók        | Szavazók     | Szavazók | Szavazók      | Szavazók | Szavazók           | Szavazók    | Szavazók  | Szavazók    | Szavazók   | Szavazók | Szavazók | Szavazók | Szavazók | Szavazók | Szavazók | Szavazók    | Szavazók   | Szavazók   | Szavazók   | Szavazók | Szavazók | Szavazók | Szavazók     | Szavazók   | Szavazók | Szavazók | Szavazók | Szavazók    | Szavazók      | Szavazók   | Szavazók | Szavazók  |
| Ország             | Össz. | Izrael   | Lengyelország | San Marino | Albánia  | Málta    | Észtország | Észak-Macedónia | Azerbajdzsán | Norvégia | Spanyolország | Ausztria | Egyesült Királyság | Olaszország | Szlovénia | Görögország | Lettország | Írország | Moldova  | Szerbia  | Bulgária | Ciprus   | Belgium  | Németország | Ausztrália | Finnország | Portugália | Ukrajna  | Izland   | Románia  | Horvátország | Csehország | Grúzia   | Litvánia | Dánia    | Oroszország | Franciaország | Svédország | Svájc    | Hollandia |
| ------------------ | ----- | -------- | ------------- | ---------- | -------- | -------- | ---------- | --------------- | ------------ | -------- | ------------- | -------- | ------------------ | ----------- | --------- | ----------- | ---------- | -------- | -------- | -------- | -------- | -------- | -------- | ----------- | ---------- | ---------- | ---------- | -------- | -------- | -------- | ------------ | ---------- | -------- | -------- | -------- | ----------- | ------------- | ---------- | -------- | --------- |
| Ciprus             | 50    | 3        |               |            | 7        | 4        |            | 2               |              |          | 6             |          |                    |             |           | 12          |            |          | 1        |          |          |          |          | 7           | 4          |            |            |          |          |          |              |            |          |          |          | 2           | 2             |            |          |           |
| Albánia            | 22    |          |               | 2          |          | 12       |            |                 |              |          |               |          |                    |             |           |             |            |          |          |          |          |          |          |             |            |            |            |          |          |          |              |            |          |          | 7        |             |               |            |          | 1         |
| Izrael             | 73    |          | 6             |            |          |          |            | 8               |              | 8        | 3             |          | 6                  | 4           | 1         |             |            |          |          | 2        | 3        |          |          |             |            |            |            | 7        |          |          | 5            |            |          | 1        | 1        | 5           | 5             | 4          |          | 4         |
| Belgium            | 71    | 6        | 3             |            |          |          |            |                 | 3            |          |               |          | 1                  | 5           | 6         | 3           |            | 3        |          |          |          | 4        |          |             |            |            | 5          | 6        |          |          |              | 3          |          | 7        |          | 3           | 6             | 1          |          | 6         |
| Oroszország        | 104   | 7        | 1             |            |          |          |            | 1               | 12           |          |               |          |                    |             | 8         | 2           | 1          |          | 10       |          |          | 6        | 7        | 2           | 1          | 4          | 10         |          | 2        |          | 4            | 2          |          |          |          |             | 10            | 3          | 3        | 8         |
| Málta              | 208   | 5        | 4             | 7          | 8        |          | 1          | 5               | 7            | 12       | 8             | 4        |                    | 7           | 5         | 6           | 2          | 10       | 7        |          | 5        | 10       | 5        | 8           | 12         | 1          | 4          | 5        | 1        | 12       | 3            | 7          | 1        | 3        | 4        | 4           |               | 12         | 6        | 7         |
| Portugália         | 126   |          | 8             |            |          | 7        | 5          |                 | 2            |          | 5             | 7        | 7                  | 6           |           |             |            |          | 2        | 5        | 6        | 1        | 1        |             |            |            |            | 2        | 10       | 10       | 1            | 12         | 8        | 6        |          |             | 8             |            | 7        |           |
| Szerbia            | 20    |          |               |            | 1        |          |            | 12              |              |          |               |          |                    |             |           |             |            |          |          |          |          |          |          |             |            |            |            |          |          |          | 7            |            |          |          |          |             |               |            |          |           |
| Egyesült Királyság | 0     |          |               |            |          |          |            |                 |              |          |               |          |                    |             |           |             |            |          |          |          |          |          |          |             |            |            |            |          |          |          |              |            |          |          |          |             |               |            |          |           |
| Görögország        | 91    |          |               | 8          | 6        | 6        |            |                 | 10           | 1        | 1             |          |                    |             | 3         |             |            |          | 8        | 3        | 8        | 12       |          |             |            | 2          |            |          | 4        |          |              |            |          |          |          | 7           | 12            |            |          |           |
| Svájc              | 267   | 12       | 7             | 4          | 12       | 10       | 12         | 6               |              | 7        | 10            | 10       | 8                  |             | 7         |             | 12         | 5        | 3        | 1        |          | 2        | 12       | 10          | 10         | 12         | 7          | 8        | 12       | 7        | 8            | 5          | 10       | 8        | 12       | 1           | 7             | 5          |          | 5         |
| Izland             | 198   |          | 10            |            |          |          | 8          | 4               |              | 2        | 7             | 12       | 10                 | 8           | 10        |             | 10         | 8        | 5        | 7        |          |          | 3        | 3           | 8          | 8          | 8          | 4        |          |          | 10           | 8          | 6        | 4        | 10       |             | 3             | 7          | 5        | 10        |
| Spanyolország      | 6     |          |               |            |          |          |            |                 |              |          |               |          | 2                  |             |           |             |            |          |          |          | 4        |          |          |             |            |            |            |          |          |          |              |            |          |          |          |             |               |            |          |           |
| Moldova            | 53    |          |               | 5          |          |          |            |                 | 8            |          |               |          |                    |             |           | 10          |            |          |          |          | 12       |          |          |             |            |            |            |          |          | 6        |              |            |          |          |          | 12          |               |            |          |           |
| Németország        | 3     |          |               |            |          |          |            |                 |              |          |               | 2        |                    |             |           |             |            |          |          |          |          |          |          |             |            |            |            |          |          | 1        |              |            |          |          |          |             |               |            |          |           |
| Finnország         | 83    |          | 2             | 1          | 3        | 2        | 7          |                 |              |          |               | 1        | 4                  | 10          | 4         |             | 4          |          |          | 10       | 1        | 3        | 8        |             |            |            |            |          | 5        | 8        |              | 1          |          |          | 8        |             |               |            | 1        |           |
| Bulgária           | 140   | 1        |               | 3          |          |          | 6          |                 | 1            | 6        | 4             | 5        | 5                  |             |           | 8           | 5          | 1        | 12       | 6        |          | 5        | 6        |             | 2          | 10         | 12         |          | 8        | 2        |              | 4          | 4        | 2        | 6        | 6           |               |            | 10       |           |
| Litvánia           | 55    | 10       |               | 6          |          |          | 2          |                 |              |          | 2             |          |                    | 12          |           |             | 6          | 4        |          |          |          |          |          | 1           |            | 3          |            |          |          |          | 2            |            | 3        |          |          |             |               |            | 4        |           |
| Ukrajna            | 97    | 4        |               |            |          | 5        | 4          |                 | 6            | 3        |               |          |                    | 1           |           | 1           | 7          | 6        |          |          |          |          | 10       | 5           | 5          |            | 2          |          | 3        | 5        |              |            | 7        | 12       |          |             |               | 8          |          | 3         |
| Franciaország      | 248   | 8        |               | 12         | 10       | 3        | 10         | 7               | 4            | 4        | 12            | 8        | 12                 | 3           | 2         | 5           | 3          | 12       | 4        | 12       | 7        | 7        |          | 12          | 7          | 7          | 6          | 10       | 6        | 4        | 6            | 10         |          | 5        |          |             |               | 6          | 12       | 12        |
| Azerbajdzsán       | 32    | 2        |               |            | 2        |          |            |                 |              |          |               |          |                    |             |           |             |            | 2        | 6        |          |          |          |          |             |            |            |            | 3        |          |          |              |            | 5        |          |          | 8           |               |            | 2        | 2         |
| Norvégia           | 15    |          |               |            |          |          |            |                 |              |          |               |          |                    | 2           |           |             |            | 7        |          |          |          |          |          |             |            |            |            | 1        |          |          |              |            |          |          | 3        |             |               | 2          |          |           |
| Hollandia          | 11    |          |               |            |          |          |            |                 |              |          |               | 3        |                    |             |           |             |            |          |          |          | 2        |          |          |             | 3          |            | 1          |          |          |          |              |            | 2        |          |          |             |               |            |          |           |
| Olaszország        | 206   |          | 5             | 10         | 4        |          | 3          | 10              |              | 5        |               | 6        |                    |             | 12        | 4           | 8          |          |          | 8        | 10       | 8        | 2        | 6           | 6          | 6          | 3          | 12       | 7        | 3        | 12           | 6          | 12       | 10       |          | 10          |               | 10         | 8        |           |
| Svédország         | 46    |          |               |            |          | 8        |            | 3               | 5            | 10       |               |          |                    |             |           |             |            |          |          | 4        |          |          | 4        | 4           |            | 5          |            |          |          |          |              |            |          |          | 2        |             | 1             |            |          |           |
| San Marino         | 37    |          | 12            |            | 5        | 1        |            |                 |              |          |               |          | 3                  |             |           | 7           |            |          |          |          |          |          |          |             |            |            |            |          |          |          |              |            |          |          | 5        |             | 4             |            |          |           |

#### Nézői szavazás
| Ország             | Össz. | Szavazók | Szavazók      | Szavazók   | Szavazók | Szavazók | Szavazók   | Szavazók        | Szavazók     | Szavazók | Szavazók      | Szavazók | Szavazók           | Szavazók    | Szavazók  | Szavazók    | Szavazók   | Szavazók | Szavazók | Szavazók | Szavazók | Szavazók | Szavazók | Szavazók    | Szavazók   | Szavazók   | Szavazók   | Szavazók | Szavazók | Szavazók | Szavazók     | Szavazók   | Szavazók | Szavazók | Szavazók | Szavazók    | Szavazók      | Szavazók   | Szavazók | Szavazók  |
| Ország             | Össz. | Izrael   | Lengyelország | San Marino | Albánia  | Málta    | Észtország | Észak-Macedónia | Azerbajdzsán | Norvégia | Spanyolország | Ausztria | Egyesült Királyság | Olaszország | Szlovénia | Görögország | Lettország | Írország | Moldova  | Szerbia  | Bulgária | Ciprus   | Belgium  | Németország | Ausztrália | Finnország | Portugália | Ukrajna  | Izland   | Románia  | Horvátország | Csehország | Grúzia   | Litvánia | Dánia    | Oroszország | Franciaország | Svédország | Svájc    | Hollandia |
| ------------------ | ----- | -------- | ------------- | ---------- | -------- | -------- | ---------- | --------------- | ------------ | -------- | ------------- | -------- | ------------------ | ----------- | --------- | ----------- | ---------- | -------- | -------- | -------- | -------- | -------- | -------- | ----------- | ---------- | ---------- | ---------- | -------- | -------- | -------- | ------------ | ---------- | -------- | -------- | -------- | ----------- | ------------- | ---------- | -------- | --------- |
| Ciprus             | 44    |          |               | 8          | 2        | 2        |            | 6               |              |          |               |          |                    |             |           | 12          |            |          |          | 2        |          |          |          |             |            |            |            |          |          |          |              |            |          |          |          | 12          |               |            |          |           |
| Albánia            | 35    |          |               |            |          |          |            | 10              |              |          |               |          |                    | 10          |           | 7           |            |          |          |          |          |          |          |             |            |            |            |          |          |          | 1            |            |          |          |          |             |               |            | 7        |           |
| Izrael             | 20    |          |               |            |          |          |            |                 | 12           |          |               |          |                    |             |           |             |            |          |          |          |          | 2        |          |             |            |            |            |          |          | 1        |              |            |          |          |          |             | 5             |            |          |           |
| Belgium            | 3     |          |               |            |          |          |            |                 |              |          |               |          |                    |             |           |             |            |          |          |          |          |          |          |             |            |            |            | 1        |          |          |              |            |          | 2        |          |             |               |            |          |           |
| Oroszország        | 100   | 10       | 2             | 1          |          |          | 6          | 1               | 6            |          |               |          |                    | 7           | 1         | 1           | 10         |          | 12       | 6        | 7        | 3        |          | 5           |            | 1          | 1          | 4        |          |          | 3            | 5          | 4        | 4        |          |             |               |            |          |           |
| Málta              | 47    | 5        |               |            |          |          |            |                 |              | 3        | 3             | 2        | 6                  |             |           | 3           |            | 4        |          |          |          | 1        | 2        |             | 8          |            |            |          | 3        | 2        |              |            |          |          | 2        |             |               | 2          |          | 1         |
| Portugália         | 27    |          |               |            |          |          |            |                 |              |          | 1             |          |                    |             |           |             |            | 2        |          |          |          |          |          |             |            |            |            |          | 2        |          |              |            |          |          |          |             | 8             |            | 8        | 6         |
| Szerbia            | 82    |          |               |            |          | 4        |            | 12              |              |          |               | 12       |                    | 4           | 12        |             |            |          |          |          | 5        |          |          | 3           | 2          |            |            |          |          |          | 12           |            |          |          |          |             | 3             | 1          | 12       |           |
| Egyesült Királyság | 0     |          |               |            |          |          |            |                 |              |          |               |          |                    |             |           |             |            |          |          |          |          |          |          |             |            |            |            |          |          |          |              |            |          |          |          |             |               |            |          |           |
| Görögország        | 79    |          |               | 7          | 8        |          |            |                 |              |          |               |          |                    |             | 8         |             |            |          | 7        | 3        | 2        | 12       |          |             |            |            | 2          |          |          |          |              | 8          | 12       |          |          |             |               |            |          | 10        |
| Svájc              | 165   | 6        | 7             | 3          | 12       |          | 2          | 7               | 4            | 2        | 7             | 5        | 1                  |             | 5         | 4           | 4          | 3        | 4        | 1        | 3        |          | 4        | 2           | 5          | 7          | 6          | 7        | 6        | 5        | 5            | 3          |          | 6        | 6        | 5           | 6             | 5          |          | 7         |
| Izland             | 180   | 1        | 8             |            |          | 5        | 3          |                 |              | 10       | 5             | 10       | 10                 | 6           | 3         |             | 5          | 10       |          | 5        |          |          | 5        | 6           | 12         | 12         | 3          | 6        |          |          | 4            | 7          | 1        | 3        | 12       | 1           | 4             | 10         | 5        | 8         |
| Spanyolország      | 0     |          |               |            |          |          |            |                 |              |          |               |          |                    |             |           |             |            |          |          |          |          |          |          |             |            |            |            |          |          |          |              |            |          |          |          |             |               |            |          |           |
| Moldova            | 62    |          |               | 6          | 7        |          |            |                 | 1            |          |               |          |                    | 2           |           |             |            |          |          |          |          |          |          |             |            | 2          | 8          |          |          | 12       |              | 12         | 2        |          |          | 3           | 7             |            |          |           |
| Németország        | 0     |          |               |            |          |          |            |                 |              |          |               |          |                    |             |           |             |            |          |          |          |          |          |          |             |            |            |            |          |          |          |              |            |          |          |          |             |               |            |          |           |
| Finnország         | 218   | 4        | 6             | 4          | 3        | 7        | 12         | 2               | 5            | 6        | 2             | 4        | 7                  | 8           | 4         | 6           | 8          | 5        | 5        | 7        | 8        | 4        | 6        | 8           | 3          |            | 5          | 8        | 12       | 6        | 6            | 4          |          | 7        | 7        | 8           | 1             | 12         | 4        | 4         |
| Bulgária           | 30    |          |               | 2          | 5        |          |            |                 |              |          | 8             |          | 8                  |             |           |             |            |          |          |          |          | 7        |          |             |            |            |            |          |          |          |              |            |          |          |          |             |               |            |          |           |
| Litvánia           | 165   | 3        | 4             |            |          | 6        | 10         |                 |              | 12       | 4             | 3        | 12                 | 5           |           |             | 12         | 12       | 2        |          |          | 5        | 7        | 12          | 6          | 5          |            | 10       | 4        | 3        |              | 1          | 10       |          | 4        | 2           |               | 7          | 1        | 3         |
| Ukrajna            | 267   | 12       | 12            | 5          | 4        | 1        | 5          | 4               | 8            | 5        | 6             | 7        | 4                  | 12          | 7         | 5           | 6          | 8        | 10       | 8        | 6        | 6        | 10       | 4           | 10         | 10         | 10         |          | 8        | 7        | 8            | 10         | 6        | 12       | 1        | 7           | 12            | 4          | 2        | 5         |
| Franciaország      | 251   | 8        | 5             | 10         | 6        | 3        | 7          | 5               | 2            | 4        | 12            | 6        | 5                  | 1           | 6         | 8           | 3          | 7        | 6        | 10       | 10       | 8        | 12       | 10          | 4          | 6          | 12         | 5        | 7        | 8        | 7            | 2          | 5        | 8        | 3        | 6           |               | 6          | 6        | 12        |
| Azerbajdzsán       | 33    | 2        |               |            |          |          |            | 3               |              | 1        |               |          |                    |             |           | 2           |            |          | 1        | 4        | 4        |          |          |             |            |            |            | 3        |          | 4        | 2            |            | 3        |          |          | 4           |               |            |          |           |
| Norvégia           | 60    |          | 3             |            |          | 10       | 4          |                 | 7            |          |               | 1        | 2                  |             | 2         |             | 2          |          |          |          |          |          | 1        | 1           | 1          | 4          |            |          | 1        |          |              |            |          | 5        | 8        |             |               | 8          |          |           |
| Hollandia          | 0     |          |               |            |          |          |            |                 |              |          |               |          |                    |             |           |             |            |          |          |          |          |          |          |             |            |            |            |          |          |          |              |            |          |          |          |             |               |            |          |           |
| Olaszország        | 318   | 7        | 10            | 12         | 10       | 12       | 8          | 8               | 10           | 7        | 10            | 8        | 3                  |             | 10        | 10          | 7          | 6        | 8        | 12       | 12       | 10       | 8        | 7           | 7          | 8          | 7          | 12       | 5        | 10       | 10           | 6          | 8        | 10       | 5        | 10          | 10            | 3          | 10       | 2         |
| Svédország         | 63    |          | 1             |            | 1        | 8        | 1          |                 |              | 8        |               |          |                    |             |           |             | 1          | 1        | 3        |          | 1        |          | 3        |             |            | 3          | 4          | 2        | 10       |          |              |            |          | 1        | 10       |             | 2             |            | 3        |           |
| San Marino         | 13    |          |               |            |          |          |            |                 | 3            |          |               |          |                    | 3           |           |             |            |          |          |          |          |          |          |             |            |            |            |          |          |          |              |            | 7        |          |          |             |               |            |          |           |

### Zsűri és nézői szavazás külön
| Helyezés | Zsűri szavazás     | Zsűri szavazás | Nézői szavazás     | Nézői szavazás |
| Helyezés | Ország             | Pontszám       | Ország             | Pontszám       |
| -------- | ------------------ | -------------- | ------------------ | -------------- |
| 1.       | Svájc              | 267            | Olaszország        | 318            |
| 2.       | Franciaország      | 248            | Ukrajna            | 267            |
| 3.       | Málta              | 208            | Franciaország      | 251            |
| 4.       | Olaszország        | 206            | Finnország         | 218            |
| 5.       | Izland             | 198            | Izland             | 180            |
| 6.       | Bulgária           | 140            | Svájc              | 165            |
| 7.       | Portugália         | 126            | Litvánia           | 165            |
| 8.       | Oroszország        | 104            | Oroszország        | 100            |
| 9.       | Ukrajna            | 97             | Szerbia            | 82             |
| 10.      | Görögország        | 91             | Görögország        | 79             |
| 11.      | Finnország         | 83             | Svédország         | 63             |
| 12.      | Izrael             | 73             | Moldova            | 62             |
| 13.      | Belgium            | 71             | Norvégia           | 60             |
| 14.      | Litvánia           | 55             | Málta              | 47             |
| 15.      | Moldova            | 53             | Ciprus             | 44             |
| 16.      | Ciprus             | 50             | Albánia            | 35             |
| 17.      | Svédország         | 46             | Azerbajdzsán       | 33             |
| 18.      | San Marino         | 37             | Bulgária           | 30             |
| 19.      | Azerbajdzsán       | 32             | Portugália         | 27             |
| 20.      | Albánia            | 22             | Izrael             | 20             |
| 21.      | Szerbia            | 20             | San Marino         | 13             |
| 22.      | Norvégia           | 15             | Belgium            | 3              |
| 23.      | Hollandia          | 11             | Hollandia          | 0              |
| 24.      | Spanyolország      | 6              | Spanyolország      | 0              |
| 25.      | Németország        | 3              | Németország        | 0              |
| 26.      | Egyesült Királyság | 0              | Egyesült Királyság | 0              |

## Nemzetközi közvetítések
Az elődöntőket és a döntőt az interneten élőben közvetíti kommentár nélkül a verseny hivatalos YouTube-csatornája. Magyarországon 2006 óta először egyetlen tévécsatorna sem közvetítette a műsort.
| Ország              | Kommentátor                                                                                       | Közvetítő | Közvetítő | Közvetítő |       |
| Ország              | Kommentátor                                                                                       | Első elődöntő | Második elődöntő | Döntő |       |
| Részt vevő országok | Részt vevő országok                                                                               | Részt vevő országok | Részt vevő országok | Részt vevő országok |       |
| ------------------- | ------------------------------------------------------------------------------------------------- | --- | --- | --- | ----- |
| Albánia             | Andri Xhahu                                                                                       | RTSH 1, RTSH Muzikë, Radio Tirana                                                                                            | RTSH 1, RTSH Muzikë, Radio Tirana                                                                                            | RTSH 1, RTSH Muzikë, Radio Tirana                                                                                            |       |
| Ausztrália          | Myf Warhurst és Joel Creasey                                                                      | SBS | SBS | SBS |       |
| Ausztria            | Andi Knoll                                                                                        | ORF 1 | ORF 1 | ORF 1 |       |
| Azerbajdzsán        | Murad Arif                                                                                        | İTV | İTV | İTV |       |
| Belgium             | Peter Van de Veire (hollandul)                                                                    | één | één | één |       |
| Belgium             | Anja Daems és Showbizz Bart (hollandul)                                                           | Nem volt közvetítés | Nem volt közvetítés | Radio 2 |       |
| Belgium             | Fanny Jandrain és Jean-Louis Lahaye (franciául)                                                   | La Une, RTBF Auvio (első elődöntő és döntő élőben, második elődöntő 90 perc késleltetéssel), Vivacité (1 óra késleltetéssel) | La Une, RTBF Auvio (első elődöntő és döntő élőben, második elődöntő 90 perc késleltetéssel), Vivacité (1 óra késleltetéssel) | La Une, RTBF Auvio (első elődöntő és döntő élőben, második elődöntő 90 perc késleltetéssel), Vivacité (1 óra késleltetéssel) |       |
| Bulgária            | Elena Rosberg és Petko Kralev                                                                     | BNT 1 | BNT 1 | BNT 1 |       |
| Ciprus              | Lúisz Patszalídisz                                                                                | RIK 1, RIK HD | RIK 1, RIK HD | RIK 1, RIK HD |       |
| Csehország          | Albert Černý és Jan Maxián                                                                        | ČT2 | ČT2 | ČT1 |       |
| Dánia               | Henrik Milling és Nicolai Molbech                                                                 | DR1 | DR1 | DR1 |       |
| Egyesült Királyság  | Chelcee Grimes, Sara Cox és Scott Mills (elődöntők), Graham Norton (döntő)                        | BBC Four | BBC Four | BBC One |       |
| Egyesült Királyság  | Ken Bruce                                                                                         | Nem volt közvetítés | Nem volt közvetítés | BBC Radio 2 |       |
| Észak-Macedónia     | Eli Tanaskovska                                                                                   | MRT 1, MRT 2 | MRT 1, MRT 2 | MRT 1, MRT 2 |       |
| Észtország          | Marko Reikop (észtül)                                                                             | ETV | ETV | ETV |       |
| Észtország          | Alekszandr Hobotov és Julija Kalenda (oroszul)                                                    | ETV+ | ETV+ | ETV+ |       |
| Észtország          | Jelnyelvi tolmácsolás                                                                             | Online közvetítés | Online közvetítés | Online közvetítés |       |
| Finnország          | Mikko Silvennoinen (finnül)                                                                       | Yle TV1, Yle Radio Suomi, Yle X3M                                                                                            | Yle TV1, Yle Radio Suomi, Yle X3M                                                                                            | Yle TV1, Yle Radio Suomi, Yle X3M                                                                                            |       |
| Finnország          | Eva Frantz és Johan Lindroos (svédül)                                                             | Yle TV1, Yle Radio Suomi, Yle X3M                                                                                            | Yle TV1, Yle Radio Suomi, Yle X3M                                                                                            | Yle TV1, Yle Radio Suomi, Yle X3M                                                                                            |       |
| Finnország          | Levan Tvaltvadze (oroszul)                                                                        | Yle TV1, Yle Radio Suomi, Yle X3M                                                                                            | Yle TV1, Yle Radio Suomi, Yle X3M                                                                                            | Yle TV1, Yle Radio Suomi, Yle X3M                                                                                            |       |
| Franciaország       | Laurence Boccolini (összes adás), Stéphane Bern (döntő)                                           | France 4, Culturebox | France 4, Culturebox | France 2 |       |
| Görögország         | María Kozáku és Jórgosz Kapudzídisz                                                               | ERT1 | ERT1 | ERT1 |       |
| Grúzia              | Nika Lobiladze                                                                                    | 1TV | 1TV | 1TV |       |
| Hollandia           | Cornald Maas és Sander Lantinga                                                                   | NPO 1, BVN | NPO 1, BVN | NPO 1, BVN |       |
| Hollandia           | Wouter van de Goes és Frank van ’t Hof                                                            | Nem volt közvetítés | Nem volt közvetítés | NPO Radio 2 |       |
| Hollandia           | Jelnyelvi tolmácsolás                                                                             | NPO 1 Extra | NPO 1 Extra | NPO 1 Extra |       |
| Hollandia           | Holland audionarráció                                                                             | NPO Zappelin Extra | NPO Zappelin Extra | NPO Zappelin Extra |       |
| Horvátország        | Duško Ćurlić                                                                                      | HRT 1 | HRT 1 | HRT 1 |       |
| Írország            | Marty Whelan                                                                                      | RTÉ One | RTÉ One | RTÉ One |       |
| Írország            | Neil Doherty és Zbyszek Zalinski                                                                  | RTÉ Radio 1 | Nem volt közvetítés | RTÉ Radio 1 |       |
| Izland              | Gísli Marteinn Baldursson                                                                         | RÚV | RÚV | RÚV |       |
| Izland              | Jelnyelvi tolmácsolás                                                                             | RÚV 2 | RÚV 2 | RÚV 2 |       |
| Izland              | Alex Elliott (angolul)                                                                            | Online közvetítés | Online közvetítés | Online közvetítés |       |
| Izland              | Kommentár nélkül                                                                                  | Nem volt közvetítés | RÁS 2 | RÁS 2 |       |
| Izrael              | Assaf Liberman (összes adás), Guela Even (első elődöntő és döntő), Akiva Novik (második elődöntő) | KAN 11, KAN Educational, KAN Moreshet                                                                                        | KAN 11, KAN Educational, KAN Moreshet                                                                                        | KAN 11, KAN Educational, KAN Moreshet                                                                                        |       |
| Lengyelország       | Aleksander Sikora és Marek Sierocki                                                               | TVP 1, TVP Polonia | TVP 1, TVP Polonia | TVP 1, TVP Polonia |       |
| Lettország          | Toms Grēviņš                                                                                      | LTV1 | LTV1 | LTV1 |       |
| Litvánia            | Ramūnas Zilnys                                                                                    | LRT televizija | LRT televizija | LRT televizija |       |
| Málta               | Kommentár nélkül                                                                                  | TVM | TVM | TVM |       |
| Moldova             | N/A                                                                                               | Moldova 1, Radio Moldova | Moldova 1, Radio Moldova | Moldova 1, Radio Moldova |       |
| Németország         | Peter Urban                                                                                       | One | One | Das Erste, DW, One |       |
| Norvégia            | Marte Stokstad                                                                                    | NRK1 | NRK1 | NRK1 |       |
| Olaszország         | Emma Stokholma és Saverio Raimondo (elődöntők), Cristiano Malgioglio és Gabriele Corsi (döntő)    | Rai 4 | Rai 4 | Rai 1 |       |
| Olaszország         | Ema Stokholma és Gino Castaldo                                                                    | Nem volt közvetítés | Nem volt közvetítés | Rai Radio 2 |       |
| Oroszország         | Jana Csurikova és Jurij Akszjuta                                                                  | Pervij Kanal | Pervij Kanal | Pervij Kanal |       |
| Portugália          | José Carlos Malato és Nuno Galopim                                                                | RTP1 (második elődöntő és döntő élőben, első elődöntő késleltetéssel)                                                        | RTP1 (második elődöntő és döntő élőben, első elődöntő késleltetéssel)                                                        | RTP1 (második elődöntő és döntő élőben, első elődöntő késleltetéssel)                                                        |       |
| Románia             | Bogdan Stănescu                                                                                   | TVR 1, TVRi | TVR 1, TVRi | TVR 1, TVRi |       |
| San Marino          | Lia Fiorio és Gigi Restivo                                                                        | San Marino RTV, Radio San Marino                                                                                             | San Marino RTV, Radio San Marino                                                                                             | San Marino RTV, Radio San Marino                                                                                             |       |
| Spanyolország       | Julia Varela, Tony Aguilar és Víctor Escudero                                                     | La 2 | La 2 | La 1 |       |
| Spanyolország       | Imanol Durán                                                                                      | Nem volt közvetítés | Nem volt közvetítés | Radio Nacional, Radio Exterior                                                                                               |       |
| Svájc               | Sven Epiney (németül)                                                                             | SRF zwei | SRF zwei | SRF 1 | SRF 1 |
| Svájc               | Jean-Marc Richard és Nicolas Tanner (összes adás), Joseph Gorgoni (döntő) (franciául)             | RTS 1 | RTS 1 | RTS 1 |       |
| Svájc               | Clarissa Tami (második elődöntő és döntő), Sebalter (döntő) (olaszul)                             | Nem volt közvetítés | RSI La 2 | RSI La 1 |       |
| Svédország          | Christer Björkman és Edward af Sillén                                                             | SVT1 | SVT1 | SVT1 |       |
| Svédország          | Carolina Norén                                                                                    | Sveriges Radio P4 | Sveriges Radio P4 | Sveriges Radio P4 |       |
| Szerbia             | Duška Vučinić-Lučić                                                                               | RTS1, RTS Planeta, RTS Svet                                                                                                  | RTS1, RTS Planeta, RTS Svet                                                                                                  | RTS1, RTS Planeta, RTS Svet                                                                                                  |       |
| Szlovénia           | Mojca Mavec                                                                                       | TV Slovenija 2, RTV 4D, VAL 202                                                                                              | TV Slovenija 2, RTV 4D, VAL 202                                                                                              | TV Slovenija 1, RTV 4D, VAL 202                                                                                              |       |
| Ukrajna             | Tyimur Mirosnicsenko                                                                              | Szuszpilne Persij | Szuszpilne Persij | Szuszpilne Persij |       |
| Ukrajna             | Szerhij Pritula                                                                                   | STB | STB | STB |       |
| Ukrajna             | Anna Zakletska és Dmytro Zakharchenko                                                             | Nem volt közvetítés | Nem volt közvetítés | UA:Radio Promin |       |
| További országok    |                                                                                                   | | | |       |
| Egyesült Államok    | Kommentár nélkül                                                                                  | Peacock | Peacock | Peacock |       |
| Kanada              | Kommentár nélkül                                                                                  | OMNI Television | OMNI Television | OMNI Television |       |
| Kazahsztán          | Kaldybek Zhaisanbai és Mahabbat Esen                                                              | Habar | Habar | Habar |       |
| Koszovó             | N/A                                                                                               | RTK | RTK | RTK |       |
| Szlovákia           | Kommentár nélkül                                                                                  | Rádio FM | Rádio FM | Rádio FM |       |

## Incidensek

### Ciprus: petíció és fenyegetések
A ciprusi keresztények csoport petíciót indított a versenydal visszavonásával kapcsolatban, és telefonos panaszokkal árasztotta el a ciprusi műsorszolgáltatót. A CyBC épületének felégetésével fenyegető néhány lakossági képviselő nyomán a rendőrség vizsgálta a hívásokat, emellett őrjáratokat folytatott az épület körül. A műsorszolgáltató közleményt adott ki, amely megvédte Elena dalát, és elmagyarázta a dal üzenetét.
Később letartóztattak egy férfi, miután betört a közmédia épületébe, ordibálni és fenyegetőzni kezdett, amiért az ország szerinte idén egy istenkáromló dallal indul az Eurovíziós Dalfesztiválon. A férfi a ciprusi közmédia hírszerkesztősége előtt kezdte el szapulni az ott dolgozókat, amiért szerinte a keresztényekre nézve sértő az énekesnő dala. A dal egyesek szerint sérti a keresztényeket, mások szerint egyenesen sátánista, mert például szerepel benne egy olyan sor, hogy „Odaadtam a szívem az ördögnek, mert azt mondta, én vagyok az angyala.”
Március 3-án a Ciprusi ortodox egyház szent zsinata felszólította a kormányt, hogy a CyBC vonja vissza az ország eurovíziós nevezését. Az egyház közleménye szerint: „Lényegében az emberek fatalista alávetését dicséri az ördög fennhatóságának, a dal sérti Ciprus erkölcsi alapjait azáltal, hogy az ördögnek megadjuk magunkat és imádatára buzdít. Bármelyik szemszögből nézzük, és bármilyen magyarázatot adnak a dalszövegre, azok nem a legideálisabb üzeneteket sugalmazzák, amelyeket egy félig elfoglalt, a szabadságért és a teljes leigázás megakadályozásáért küzdő országból kell küldeni.” Az egyház azt követelte, hogy a kormány cserélje másik dalra, amely kifejezi történelmünket, hagyományainkat és azt, hogy mit képviselnek. A ciprusi elnök sajtóreferense ugyanakkor a művészet szabadságára utalt szerda reggel. „Ez egy zenei verseny, ne adjunk neki felesleges méreteket” – mondta Viktoras Papadopoulos a ciprusi Alphanews televíziónak.

### A fehérorosz dal kizárása
2021. március 9-én, előzetes bejelentés nélkül töltötték fel a dalverseny hivatalos YouTube-csatornájára a fehérorosz versenydalt, mely a Ya nauchu tebya (I’ll Teach You) címet viselte, és a Galasy ZMesta együttes előadásában szólalt meg. A dal videóklipjét a bemutatást követően több, mint félmillióan nézték meg, és 5 800 lájkot, valamint több, mint 40 ezer diszlájkot kapott. A nyíltan Aljakszandr Lukasenka-párti együttest a rajongók mellett élesen bírálták belarusz ellenzéki és európai parlamenti képviselők is, akik felhívást is intéztek a BTRC kizárását követelve az Európai Műsorsugárzók Uniójából (EBU-ból), lehetetlenné téve ezáltal az ország részvételét a dalversenyen, mivel a dalszöveg egyes részei, mint például a magyarul „Megtanítalak táncolni a dallamra” sor széles körben értelmezve az ország nyugati világ által el nem ismert vezetésének való engedelmességre szólít fel, emellett a teljes dal kigúnyolja a 2020-as fehéroroszországi tüntetések résztvevőit és támogatóit. A dal bemutatását követően több Eurovíziós Dalfesztivállal foglalkozó hírportál is bejelentette, hogy a továbbiakban nem közöl híreket Fehéroroszország részvételével kapcsolatban. Az EBU március 11-én közleményt adott ki, melyben megerősítette, hogy a dal megkérdőjelezi a dalverseny nem politikai jellegét, így visszavonták a dalt ezen formájában a versenytől, és törölték a hivatalos videót is, továbbá bejelentették, hogy amennyiben a BTRC nem módosítja a dal szövegét vagy nem választ egy teljesen új dalt, az országot kizárják a versenyből. Március 13-án Aljakszandr Lukasenka, az ország vitatott elnöke bejelentette, hogy új dalt írnak a versenyre, a Galasy ZMesta együttes részvételét a BTRC egy nappal később erősítette meg. Fehéroroszország március végéig kapott haladékot új dal beküldésére. Ezt követően a BTRC egy új dalt nyújtott be ugyanattól az előadótól, egyeztetett időn belül. Az új szerzemény azonban megsértette a verseny azon szabályát is, amely biztosítja, hogy a versenyt ne tűntesse fel rossz hírnévben a dal. Mivel a BTRC nem nyújtott be megfelelő pályázatot a meghosszabbított határidőn belül, Fehéroroszország nem vesz részt az Eurovíziós Dalfesztiválon, első alkalommal a 2004-es debütálásuk óta.

### Észak-Macedónia videoklipje és az ország részvétele
2021. március 11-én tették közzé a verseny hivatalos YouTube-csatornáján a macedón dalt és hivatalos videoklipjét, melyet a szkopjei Macedón Nemzeti Galériában vettek fel, és amelynek egyik jelenetében a háttérben egy, a bolgár zászlóra hasonlító műalkotás tűnt fel. Az alkotás jelenléte a videoklipben ellenszenvet váltott ki a lakosság körében, a két ország közötti rendszeres politikai viták tárgyát képezi ugyanis a macedón nemzet és a macedón nyelv bolgárokhoz és a bolgár nyelvhez való viszonya: míg a macedónok magukra egy önálló, az ókori makedónoktól származtatott nemzetként, nyelvükre pedig önálló nyelvként tekintenek, addig a bolgár közgondolkodásban a macedónokat a bolgárokkal azonosítják azzal a különbséggel, hogy a macedónok a bolgár nyelv egy helyi dialektusát beszélik. Az ellenszenvet fokozta, hogy a macedón előadó, Vasil, aki az ország keleti részén, a bolgár határ közelében fekvő Sztrumicában született, nagyapja révén bolgár származású, valamint macedón-bolgár kettős állampolgár is. Mindezeknek köszönhetően a dal bemutatását követően online petíció indult az előadó és a dal visszaléptetése érdekében, melyre egy nap alatt több, mint 16 000 aláírás érkezett. A macedón műsorszolgáltató, a Makedonska Radio Televizija (MRT) március 13-án este közleményt adott ki, melyben bejelentették, hogy felülvizsgálják az ország részvételét a 2021-es Eurovíziós Dalfesztiválon, és döntésüket egy későbbi időpontban közlik, mely akár a versenytől való visszalépést is eredményezheti. Március 19-én a bolgár védelmi miniszter vezette szélsőjobboldali nacionalista Belső-macedóniai Forradalmi Szervezet közleményt adott ki, melyben kijelentették, hogy amennyiben Vasil nem képviselheti Észak-Macedóniát 2021-ben, javasolni fogják számára Bulgária képviseletét 2022-ben.

### Oroszország előadója és dala
A nemzeti döntő után sokan nem értettek egyet azzal, hogy Manizha fogja képviselni Oroszországot. Egyesek szerint nem hiteles, hogy a tádzsik felmenőkkel rendelkező énekesnő orosz nőkről énekel, mellesleg támogatja és kiáll a LMBT közösség, migránsok és a nők jogai mellett. Elena Drapeko, az Állami Duma Kulturális és Idegenforgalmi Bizottságának alelnöke, azt javasolta, hogy tiltsák meg az énekesnőnek, hogy fellépjen Rotterdamban Oroszország képviseletében. Hozzátette, hogy a dalfesztiválnak semmilyen kulturális értéke nincs, túlpolitizált és LMBT-párti.
Az orosz felsőházi Föderációs Tanács elnöke, Valentina Matvijenko a dal szövegét kritizálta és nonszensznek nevezte, majd a kiválasztási folyamat felülvizsgálatát követelte. „Valamiféle mummogás, valamiféle ostobaság. Egyáltalán nem értem mi ez. Miről szól?" Ám nem egyedül ő kritizálta a versenydalt, Elena Afanasyeva szenátor is kemény szavakkal illette a dalszöveget. „Kifejezések egy éretlen, 30 éves nőtől, akinek megoldatlan személyes problémái vannak... Mi köze van az orosz nőknek ehhez?” Az Orosz Ortodox Nők Uniója nyílt levélben szintén a dal, és Manizha előadásának betiltását és lecserélését szorgalmazta. „Gyűlöletet kelt a férfiak iránt, ami aláássa a hagyományos család alapjait.”
Végül az ügy egészen az Oroszországi Vizsgálati Bizottságig jutott el, ahol eljárást indítottak Manizha ellen gyűlöletre vagy ellenségeskedésre való buzdítás jegyeiben. Az ügyet benyújtó pályázók úgy vélik, hogy a Russian Woman előadásában „Durva sértés és megalázás volt az orosz nők emberi méltóságának a nemzetiséghez való hozzáállásuk alapján.”
A Levada Center közvélemény-kutatásának eredménye kimutatta, hogy az orosz lakosság 50%-a közömbös Manizha Eurovízióra történő kiválasztása iránt.
Mivel Manizhát az orosz hírességek és politikusok negatív reakciói veszik körül, a közvélemény-kutatás azt mutatja, hogy az orosz lakosság felének nincs véleménye az énekes 2021-es Eurovíziós Dalfesztiválra történő kiválasztásáról. A Levada Center felmérésének válaszadóinak csupán 18%-a mondta, hogy negatív véleményt alkot, további 13% pedig pozitív véleményt mondott. A 18 és 24 év közötti válaszadók véleménye volt a legerősebb, 20% azt állította, hogy pozitív a véleménye. Azokon belül, amelyek pozitívan érzékelték Manizha kiválasztását, 13% támogatja az etnikum alapján, és támogatja Oroszország, mint multinacionális ország gondolatát. Az 55 évesnél idősebbeknél volt a legnagyobb negatív reakció a válaszadók 22%-ánál. A negatív felfogásúak közül 55% azt állította, hogy nem tetszik nekik a dal, míg 25% azt állítja, hogy az orosz nyelvet „orosz” énekesnek kell képviselnie.

### Ukrajna második próbája
Ukrajna május 12-i második próbája előtt reggelen a Go A együttes énekesnője, Kateryna Pavlenko rossz közérzetről számolt be. A verseny egészségügyi és biztonsági előírásai alapján az énekesnő a szállodai szobában karanténba helyezték és azonnal PCR tesztet végeztek el. Az együttes tagjait a helyszínen tesztelték, és mindegyikőjük negatív lett, ezért megkezdhették a próbát. Kate helyére Ukrajna stand-in énekese, a holland származású Emmie van Stijn állt be, aki elmondása szerint éppen munkába indult, amikor a hívást kapta, hogy azonnal a helyszínre kéne sietnie. A következő napon negatív eredménye lett Kate PCR tesztjének, így az együttes teljes felállásban versenyezhet az első elődöntőben. Emmie pozitív reakciókat kapott a teljesítményéért, különösen az ukrán dalszövegek kiejtéséért, így az együttes meghívta, hogy csatlakozzon az green room-ban ukrán delegációhoz az elődöntő során.

### Technikai problémák a műsor során

#### Hibák az első elődöntő zsűris főpróbáján
Az első elődöntő zsűris főpróbáján a román produkció alatt technikai problémák adódtak, ami az első pillanattól észrevehető volt, mivel az énekesnő elcsúszott a ritmussal és lemaradt a dalszöveggel. Később kiderült, hogy az utána fellépő ukrán és máltai produkció alatt is előfordultak technikai problémák (amiket egyébként nem lehetett észrevenni). Az EBU hivatalos közleményében az állt, hogy az in-ear monitorokkal volt probléma, így mindhárom dalt a műsor végén újra előadták.

#### Kamera probléma az első elődöntőben
Az első elődöntőben Írország produkciója előtt nem sokkal elromlott az egyik kamera, ami megnehezítette a produkció elkezdését. Amíg megoldották a problémát az egyik műsorvezetőnek, Chantalnak, ki kellett tölteni az időt, ezért az eurovíziós alkalmazás újdonságáról, a tapsolás funkcióról beszélt, valamint a közönséget buzdította.

#### Problémák San Marino produkciójában a zsűri show alatt
San Marino a döntős zsűri show alatti, amely alapján a nemzetközi zsűrik pontozzák a produkciókat, fellépése során súlyos esemény történt, ami veszélyeztette Senhit és a táncosok fizikai biztonságát. A forgó rombusz alakú emelvény, amin az énekesnő elkezdi a produkciót, a tervezett időpontban nem állt meg, arra kényszerítve őket, hogy a nagy sebességgel mozgó emelvényről a földre ugorjanak. Mivel maga az emelvény valójában néhány méter hosszú fémlemez, amely gyorsan forog, és néhány tíz centiméterrel felemelkedik a talajtól, a mozgás közbeni leszállás kockázatokkal jár. Tekintettel a történtek komolyságára, a San Marino-i tévé felajánlotta a művészek számára annak lehetőségét, hogy visszalépjenek a versenytől, mivel fontosabbnak tartják a fizikai biztonságukat, mint magát a versenyt. A művészek visszautasították ezt az ajánlatot. A rendezők csak később ismerték el a hibát, ezért a törpeállam nem ismételhette meg a produkciót, mint ahogy azt ilyen helyzetben szokás csinálni.

#### Problémák a holland szavazással a döntőben
A döntő alatt Hollandiában arról számoltak be a közösségi média oldalakon, hogy nem tudtak szavazni az országokra. A szöveges üzenet elküldése után nem kaptak visszaigazolást a leadott szavazatokról, és csak néhány órával később érkezett válaszüzenet, ami érvénytelennek nyilvánította a szavazatokat, így a végeredménybe sem számított bele. Az EBU megerősítette, hogy a szavazásra szánt idő során leadott szavazatokból néhányat nem számítottak be egy holland szolgáltató problémája miatt. Később a T-Mobile helyi szóvivője azt nyilatkozta, hogy nem tudják pontosan mi történt, de vizsgálják a problémát.

### Damiano David feltételezett kábitószerfogyasztása a Green Roomban
A döntő után nem sokkal elterjedt egy félreérthető felvétel, ahol az Olaszországot képviselő Måneskin énekesét, Damiano Davidot azzal vádolták, hogy a szavazás során kokaint szippantott fel a Green Roomban az asztalról. A döntő utáni sajtótájékoztatón szóba került az incidens, amiről az énekes annyit mondott, hogy ő nem használ drogokat, és szó sincs kokainról. Azért hajolt az asztal fölé, mert a zenekar gitárosa, Thomas Raggi összetört egy poharat. David azt ígérte, ha hazatér Rotterdamból, akkor aláveti magát egy drogtesztetnek, hogy bizonyítsa ártatlanságát. Emellett az EBU is kiadott egy közleményt, melyben azt írták, hogy a Green Roomban valóban találtak összetört üveget, de továbbra is vizsgálják a fent is bemutatott felvételt. Miután a drogteszt eredménye negatív lett, az EBU azt nyilatkozta, hogy ők sem találtak kábítószert a helyszínen, így az ügyet ezért lezártnak tekintik.

### Málta eurovíziós kiadásai
Málta a dalfesztivált megelőzően a fogadóirodák egyik legesélyesebb országa volt a végső győzelemre. A döntőben csalódásként érte őket, mikor összesítésben a hetedik helyezést érték el. 2004-es versenyzőjük, Ludwig Galea azzal vádolta meg a máltai közszolgálati műsorszolgáltatót, hogy a verseny előtt túlságosan sokat költött reklámra (mind a fogadóirodák és a YouTube-nézettség manipulálására) a jó eredmény eléréséért. Galea mellett többen azt mondták, hogy a szigetországot képviselő Destiny nem vett részt ebben, emellett nagyra tartják a döntőben tett erőfeszítéseiért és teljesítményéért. Később a Máltai Miniszterelnöki Hivatal minisztere, Carmelo Abela elrendelte, hogy végezzék el a 2021-es Eurovíziós Dalfesztiválra fordított kiadások ellenőrzését, miután PBS-t azzal vádolják, hogy a közösségi médiás reklámokkal, köztük a YouTube-hirdetésekkel a rajongókat arra ösztönözzék, hogy szavazzanak az énekesnőre. A Máltai Turisztikai Hatóság mintegy 350 000 eurót (több, mint százhúszmillió forint) költött Destiny Eurovíziós Dalfesztiválon való részvételének népszerűsítésére. Az ellenőrzés  azt vizsgálja, hogy ezt a pénzt pontosan hogyan költötték el. Azonban nem ez az első eset, hogy aggályok merülnek fel a PBS költéseivel kapcsolatban a dalfesztiválon. 2016-ban információszabadság iránti kérelmet nyújtottak be a műsorszolgáltatóval szemben, miután a korlátlan költségvetési elosztásokról szóló jelentéseket továbbították a helyi sajtónak. Abban az évben arról számoltak be, hogy több mint 200 000 eurót költöttek Ira Losco eurovíziós szereplésére. A tényleges adat még mindig ismeretlen, mivel az információszabadság kérését elutasították.

## Egyéb díjak

### Marcel Bezençon-díj
A Marcel Bezençon-díjjal, melyet először a 2002-es Eurovíziós Dalfesztiválon adták át Észtország fővárosában, Tallinnban, a legjobb döntős dalokat és előadókat díjazzák. A díjat Christer Björkman (Svédország versenyzője az 1992-es Eurovíziós Dalfesztiválon és az ország delegációvezetője) és Richard Herrey (az 1984-es verseny győztese a Herreys tagjaként) alapították és a verseny alapítójáról nevezték el. Három kategóriában osztják ki az elismerést: a legjobb előadónak járó Művészeti díj (a részt vevő országok kommentátorjainak döntése alapján), a legeredetibb dal szerzőjét elismerő Zeneszerzői díj (az adott évben döntős dalok szerzőinek zsűrije ítéli oda) és a legjobb dalnak járó Sajtódíj (az akkreditált újságírók szavazatai alapján). A győzteseket nem sokkal a döntő előtt hirdették ki.
| Kategória       | Ország        | Előadó        | Dal            | Szerző                                                         |
| --------------- | ------------- | ------------- | -------------- | -------------------------------------------------------------- |
| Művészeti díj   | Franciaország | Barbara Pravi | Voilà          | Barbara Pravi, Igit, Lili Poe, Elodie Filleul, Jérémie Arcache |
| Zeneszerzői díj | Svájc         | Gjon’s Tears  | Tout l’univers | Gjon Muharremaj, Xavier Michel, Wouter Hardy, Nina Sampermans  |
| Sajtódíj        | Franciaország | Barbara Pravi | Voilà          | Barbara Pravi, Igit, Lili Poe, Elodie Filleul, Jérémie Arcache |

### OGAE-szavazás
Az OGAE (franciául: Organisation Générale des Amateurs de l'Eurovision, magyarul: Az Eurovízió rajongóinak Általános Szervezete) egy internacionális szervezet, melyet 1984-ben Jari-Pekka Koikkalainen alapított Savonlinnában, Finnországban. A szervezet 2018-ban negyvenkét eurovíziós rajongói klubbal állt összeköttetésben Európa-szerte és azon túl, melyek nem kormányzati, nem politizáló és nem gazdasági szervezetek. 2007 óta minden évben szerveznek a verseny előtt egy szavazást, ahol a ugyanazt a szavazási módszert alkalmazzák, mint az Eurovíziós Dalfesztiválokon (mindegyik ország a 10 kedvenc dalára szavaz, melyek 1–7, 8, 10, és 12 pontot kapnak).
| Helyezés | Ország        | Előadó          | Dal            | Pontszám |
| -------- | ------------- | --------------- | -------------- | -------- |
| 1.       | Málta         | Destiny         | Je Me Casse    | 363      |
| 2.       | Svájc         | Gjon’s Tears    | Tout l’univers | 358      |
| 3.       | Franciaország | Barbara Pravi   | Voilà          | 318      |
| 4.       | Litvánia      | The Roop        | Discoteque     | 301      |
| 5.       | Ciprus        | Elena Tsagrinou | El Diablo      | 238      |

### Barbara Dex-díj
A Barbara Dex-díj egy éves rajongói díj az Eurovíziós Dalfesztiválon részt vevő legemlékezetesebb öltözetet viselő énekesnek. A díjat Barbara Dex belga énekesnőről nevezték el, aki 1993-ban utolsó helyen végzett a dalfesztivál döntőjében, ahol egy saját tervezésű ruhát viselt. 1997 és 2016 között a House of Eurovision, majd 2017-től kezdve a Songfestival.be internetes oldal látja el a díjjal kapcsolatos teendőket. 2016-ig a legrondább fellépő ruhát viselő énekes kapta a díjat.
Ebben az évben adták át utoljára a díjat.
| Helyezés | Ország             | Előadó       |
| -------- | ------------------ | ------------ |
| 1.       | Norvégia           | TIX          |
| 2.       | Románia            | Roxen        |
| 3.       | Horvátország       | Albina       |
| 4.       | Egyesült Királyság | James Newman |
| 5.       | Izrael             | Eden Alene   |

## Térkép

A döntő résztvevői
Az elődöntőben kiesett országok
Országok, melyek korábban részt vettek, de ebben az évben nem

## Lásd még
- 2021-es Junior Eurovíziós Dalfesztivál